# 中国文様史
中国文様史（ちゅうごくもんようし）では、中国における「文様」の歴史について説明する。

## 新石器時代
中国の新石器時代は、幾何学文様や魚文などを施した美しい彩陶土器が現れた。中国の新石器時代は、紀元前5000年から紀元前1500年を中心に各地域で特色ある諸文化を形成し、その遺跡は中国全土に及んだ。特に華北の仰韶文化（ぎょうしょうぶんか）は美しい彩色土器を生みだし、それに続く龍山文化では、黒陶を特徴とする土器を生みだした。彩陶は西アジアの系統をくむものと考えられ、中国の美術交流で非常に重要な東西の関係を表す最も早い例である。これらの文様は多種多様で直線・曲線・円・点などを組み合わせた幾何学模様の他に、人面文や魚文が描かれることもある。特に魚は生活の糧であり、そのため集落の守り神としても尊重された文様だった。

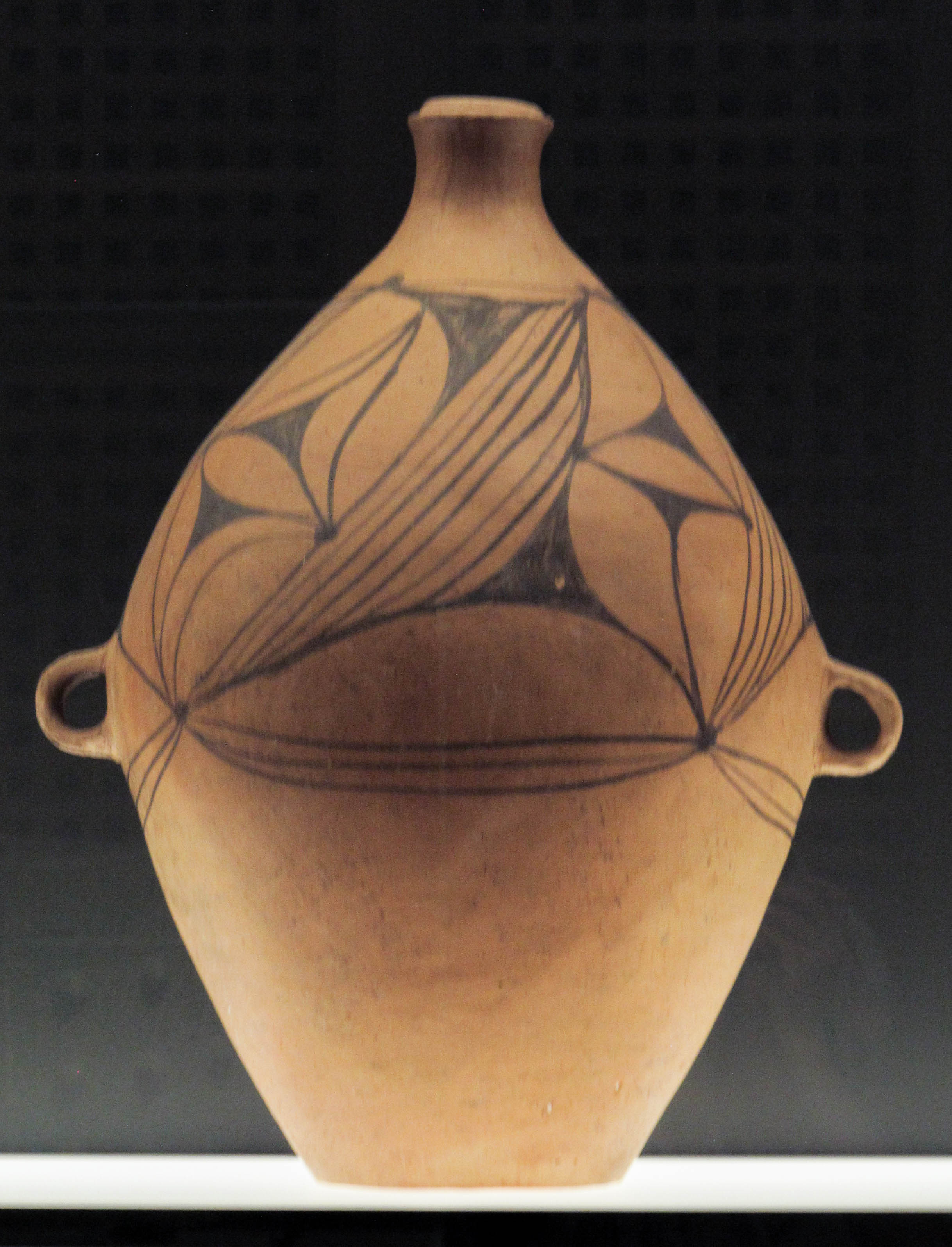
幾何学文様を描いた壺。仰韶文化
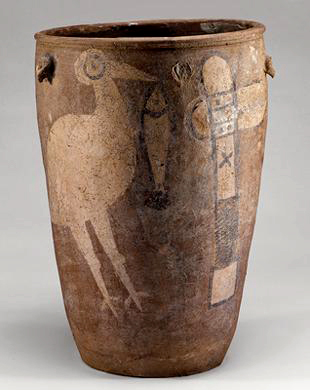
鳥、魚、石斧を描いた甕。仰韶文化
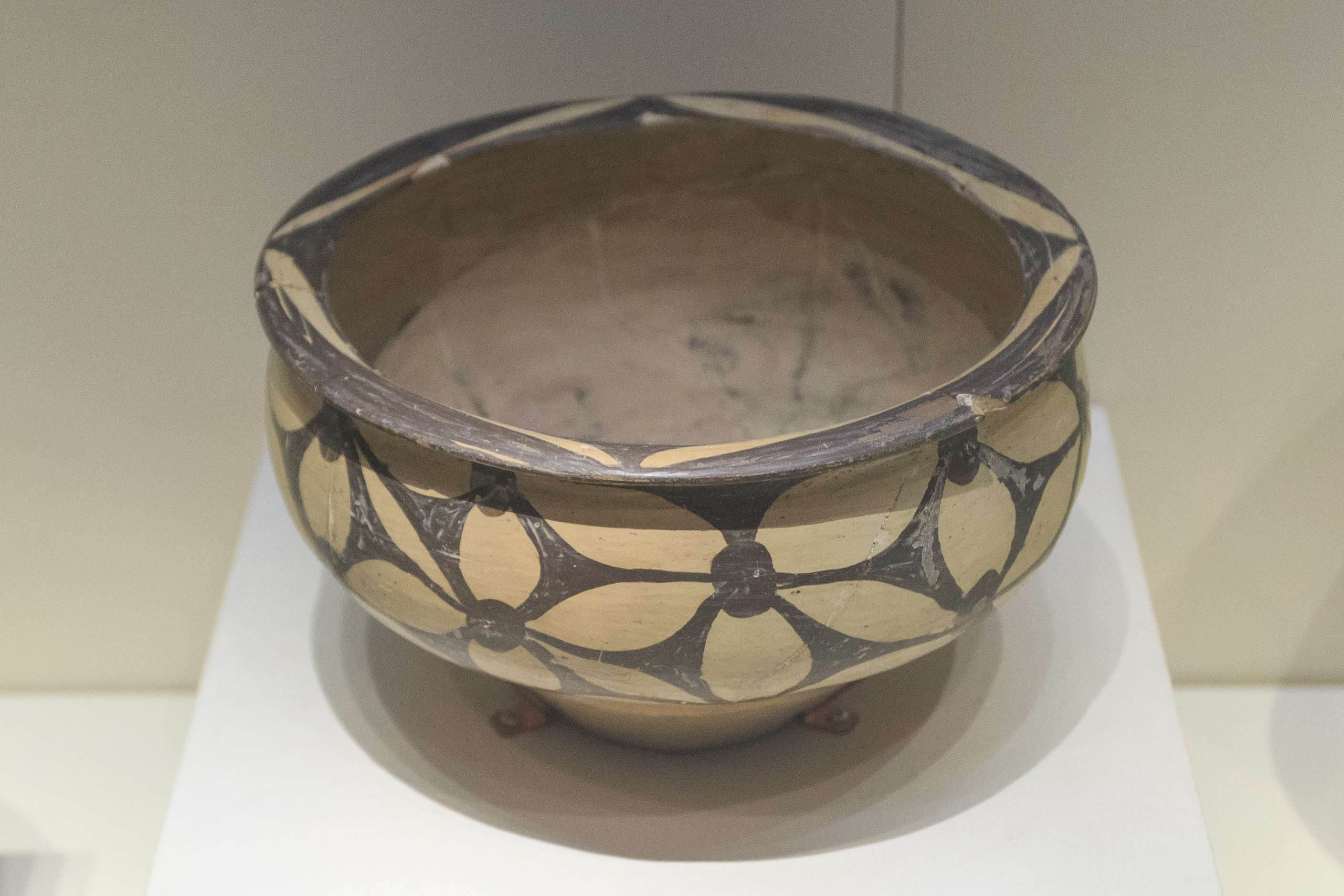
花を模した文様の鉢。仰韶文化
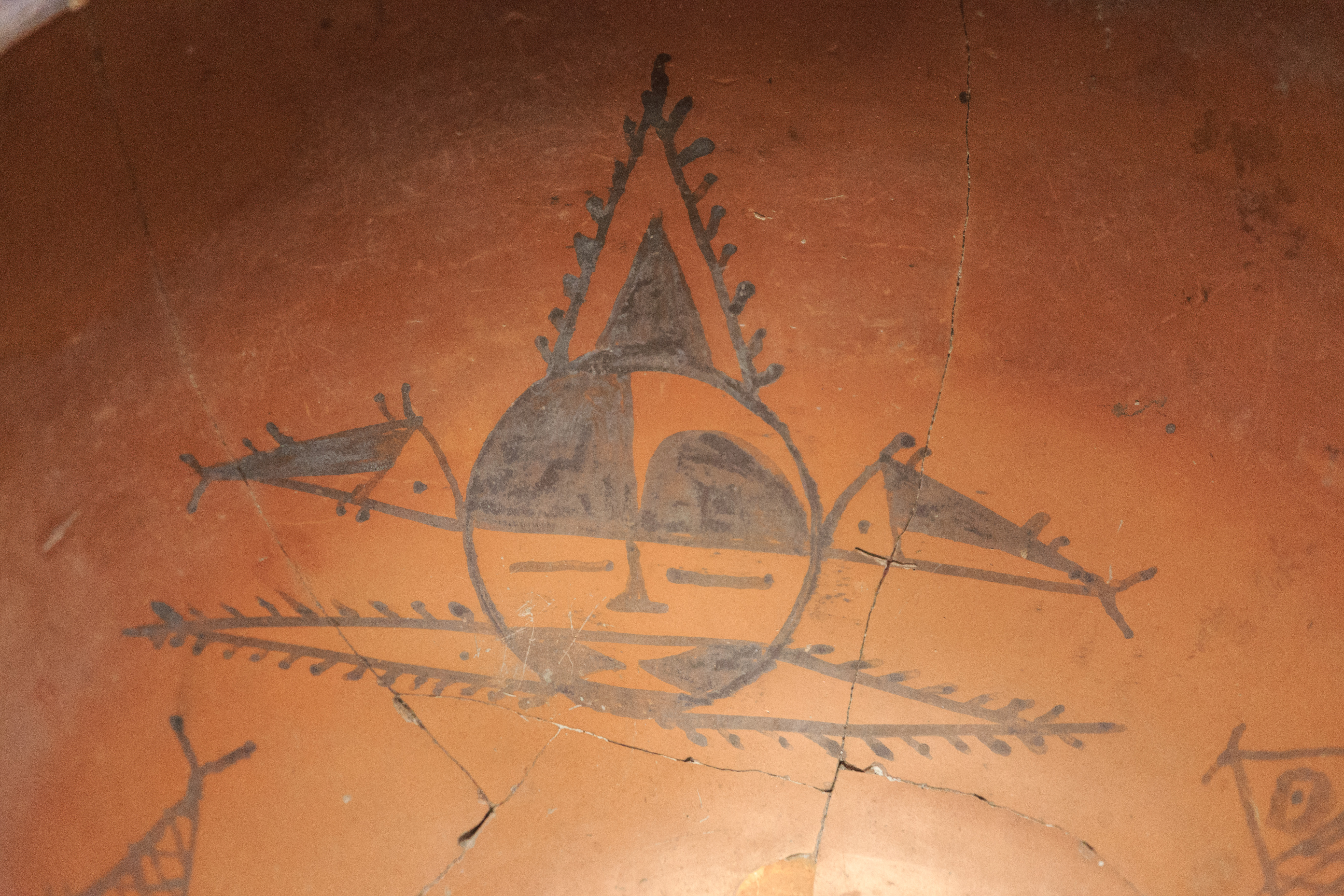
鉢の底に描かれた、人面と魚。仰韶文化
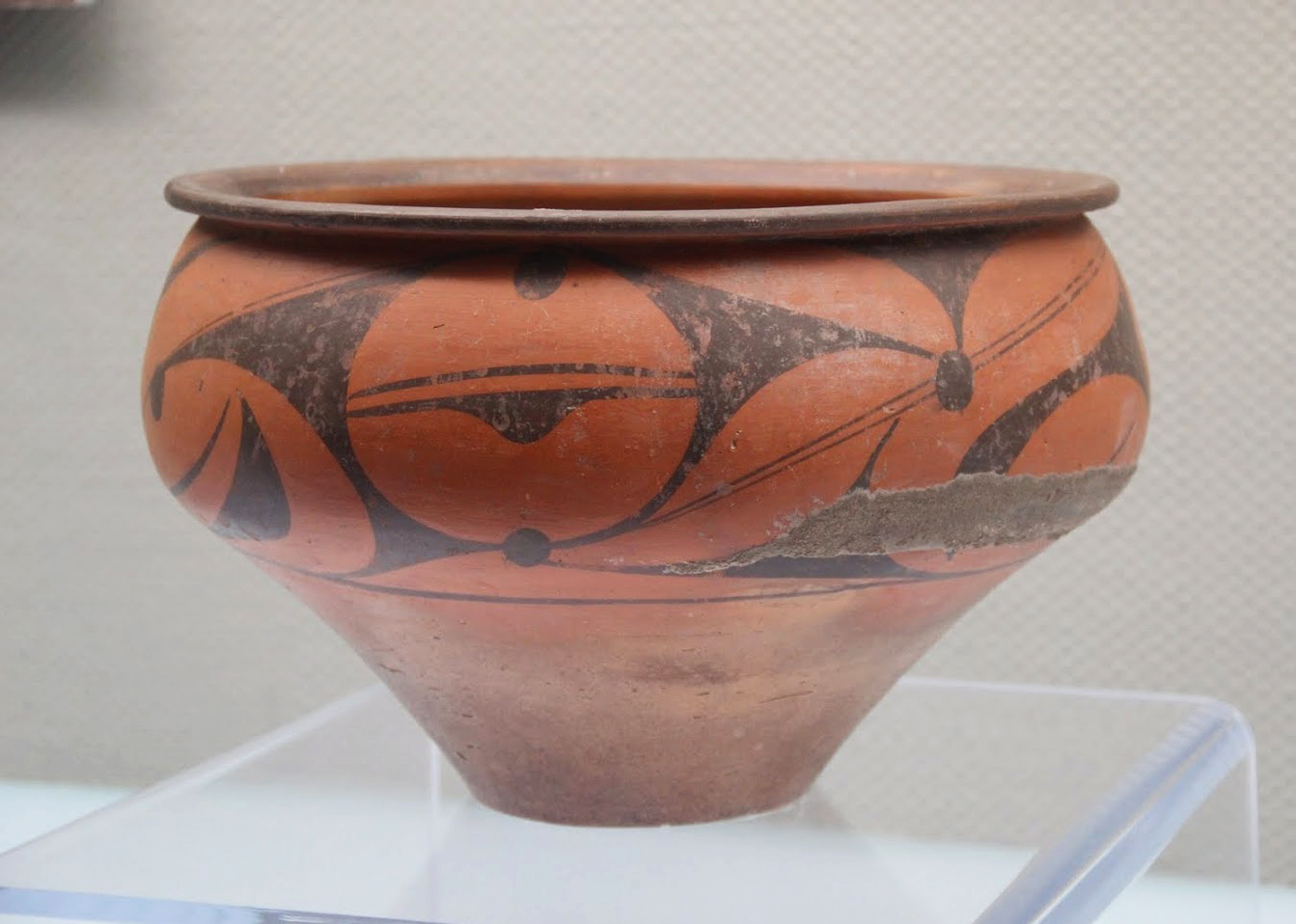
幾何学文様。仰韶文化

## 殷・周時代
紀元前1700年頃より中国最古の王朝である殷が成立し、それに続く周とともに青銅器時代が始まった。この青銅器時代になると、新石器時代の様相は一変し、青銅器の表面には、神の顔ではないかとされる「饕餮文（とうてつもん）」、「龍」や「鳳凰」、「蝉」、「象」などの動物文が主文として表され、地には隙間なく「雷文」が施された。「饕餮文」とは、商から周の青銅器に見られる、恐ろしい形相で睨みつける獣の顔の正面形であり、口は鼻の両側に大きく広がり、牙や歯も表される文様である。「龍」は、最高位の神獣であり、最高の吉祥である。元来は武勇と力を表し、自然の力の形象化身とみなされ、崇拝された。「鳳凰」は、群鳥の長であり、飛ぶときには百鳥が従うという。古代には鳥の王としてあがめられ、吉祥の象徴であった。「蝉」は、地中から出て成虫となることから再生の観念の象徴であり、殷代から西周時代の青銅器にみられた。「雷紋」とは、中国の青銅器や陶磁器によく使われる方型または円型の渦巻文様をいう。文様は邪霊から中身を守る力があると考えられ、奇怪な装飾が息詰まるほどびっしりと施されている。

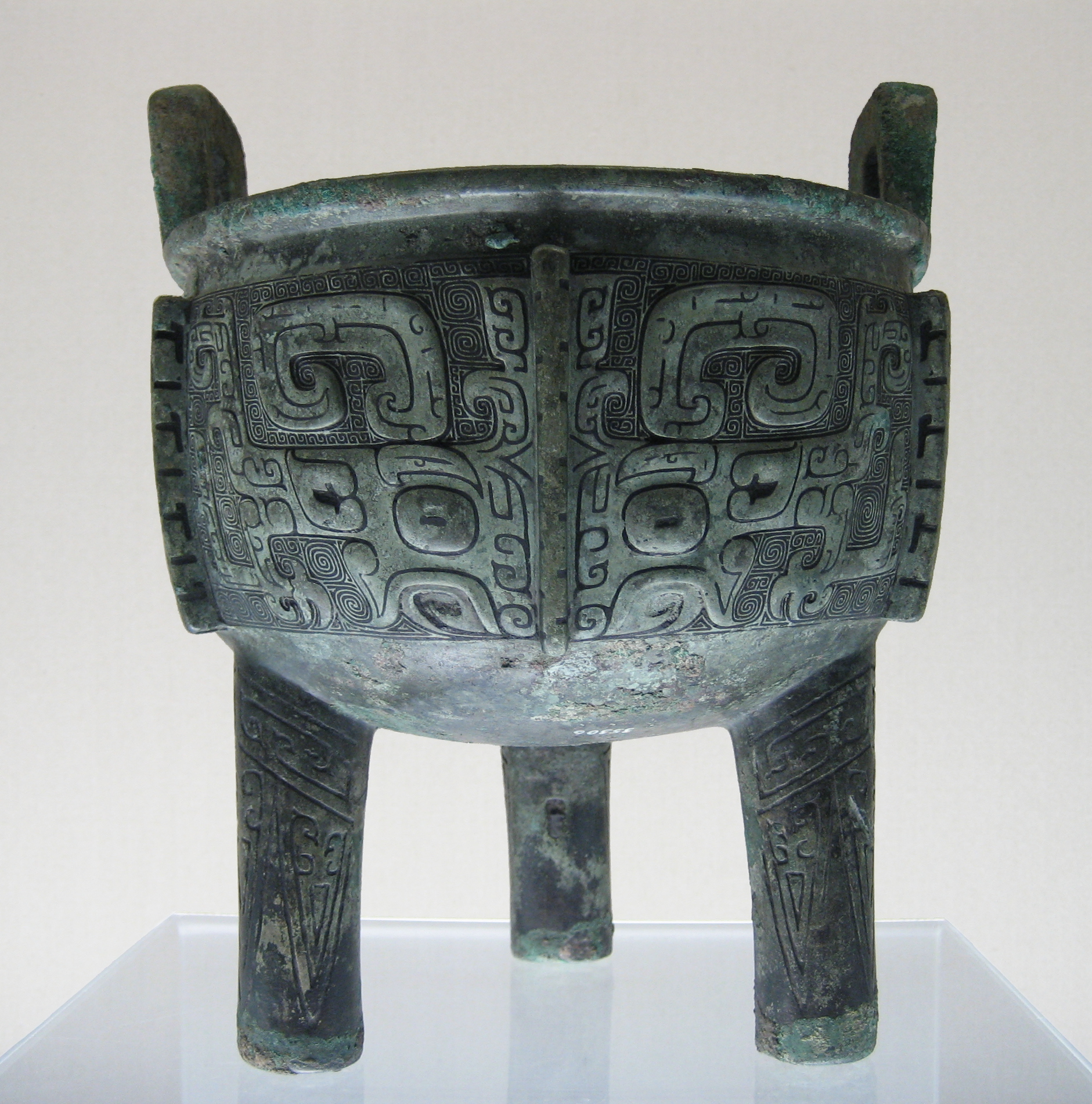
殷の鼎
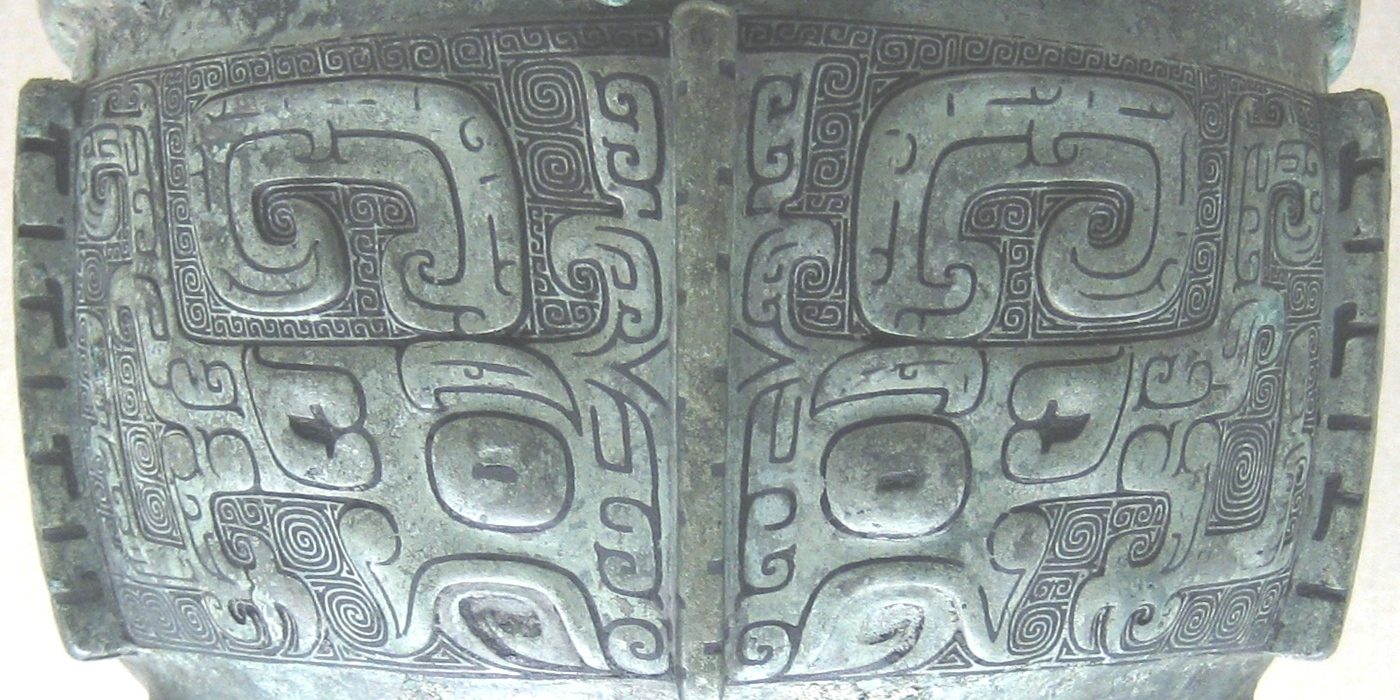
饕餮文
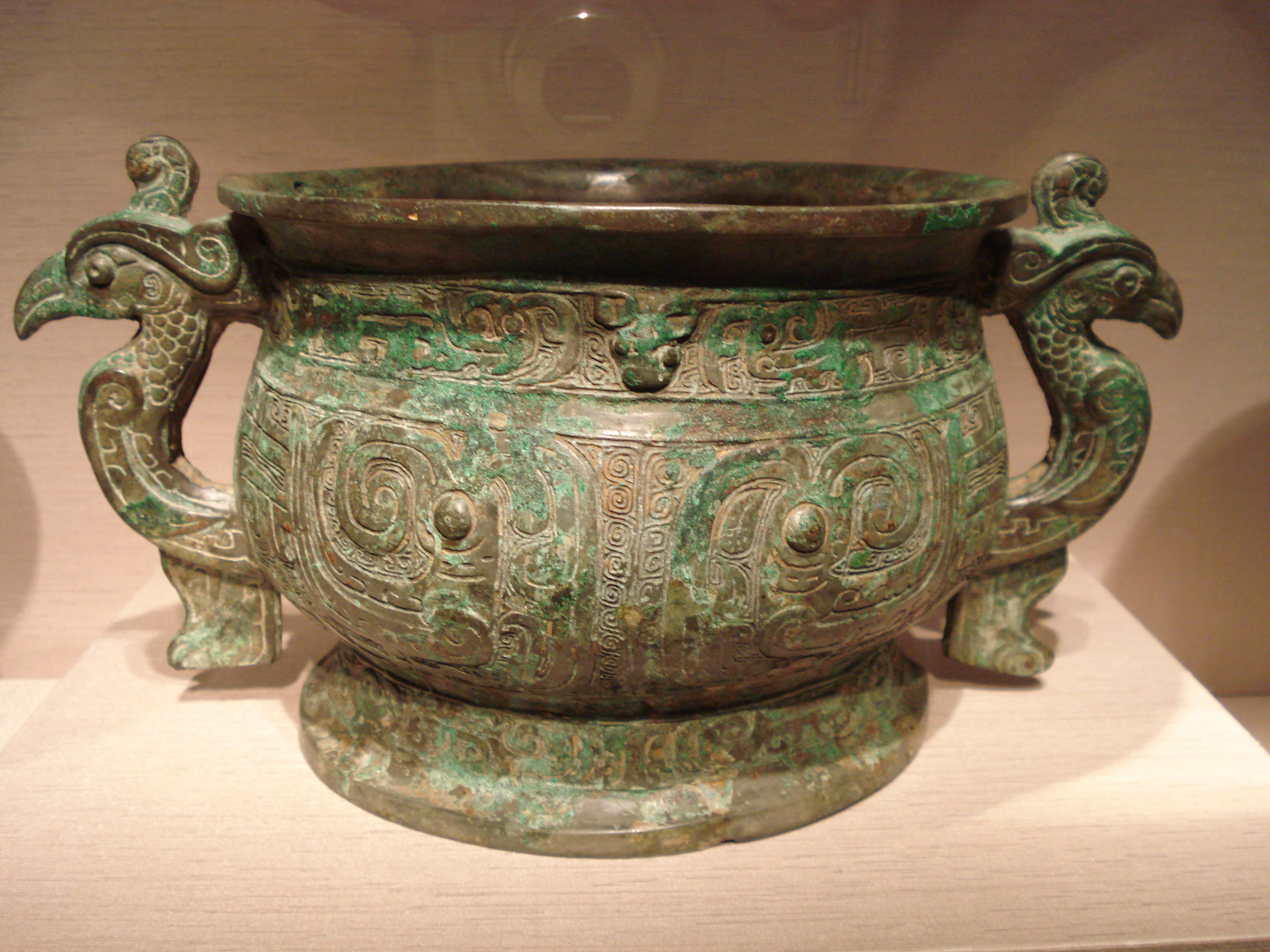
鳳文簋 西周時代
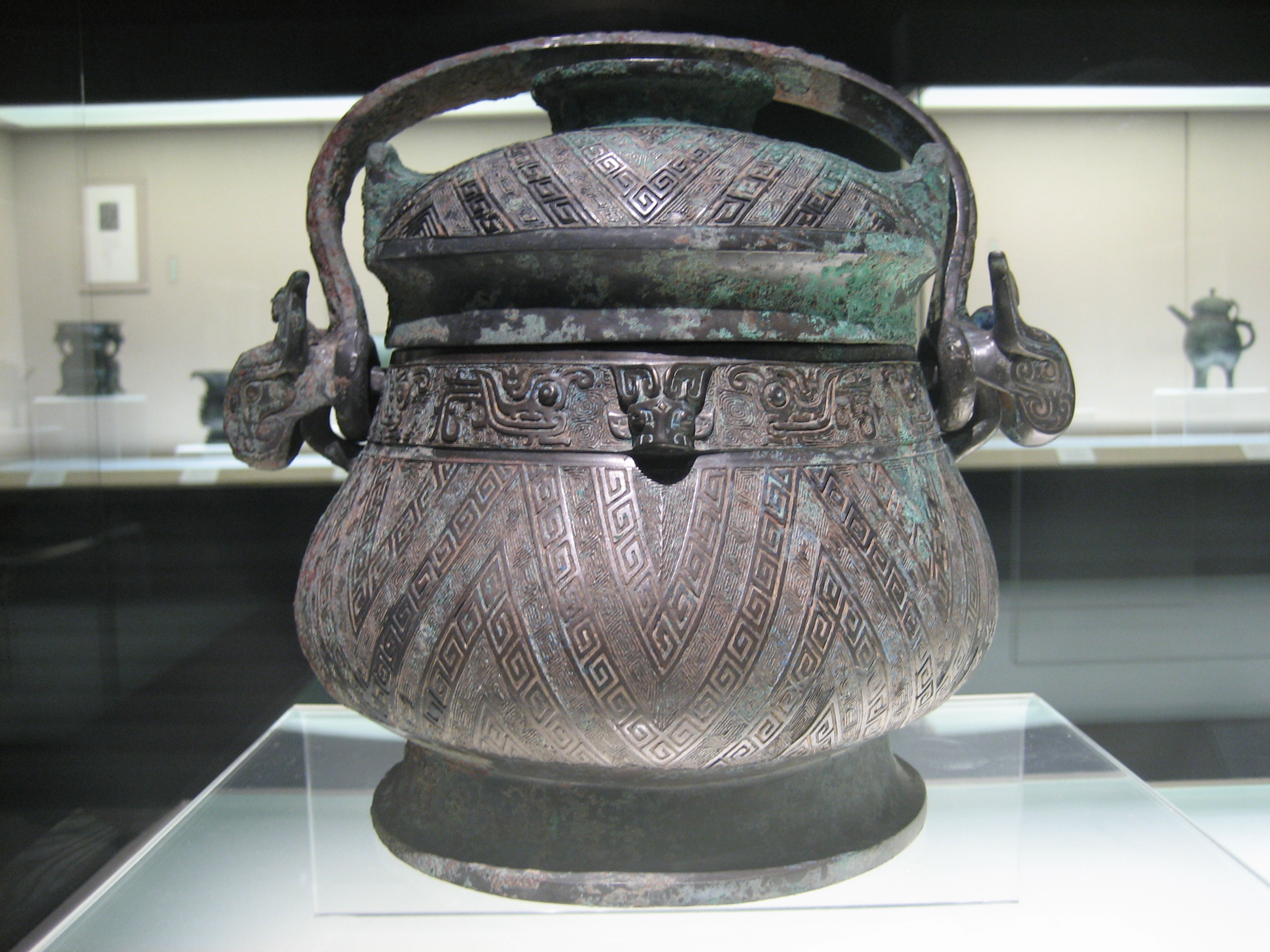
胴に雷文、口縁に夔鳳文（きほうもん）を施した卣（酒器の一種）
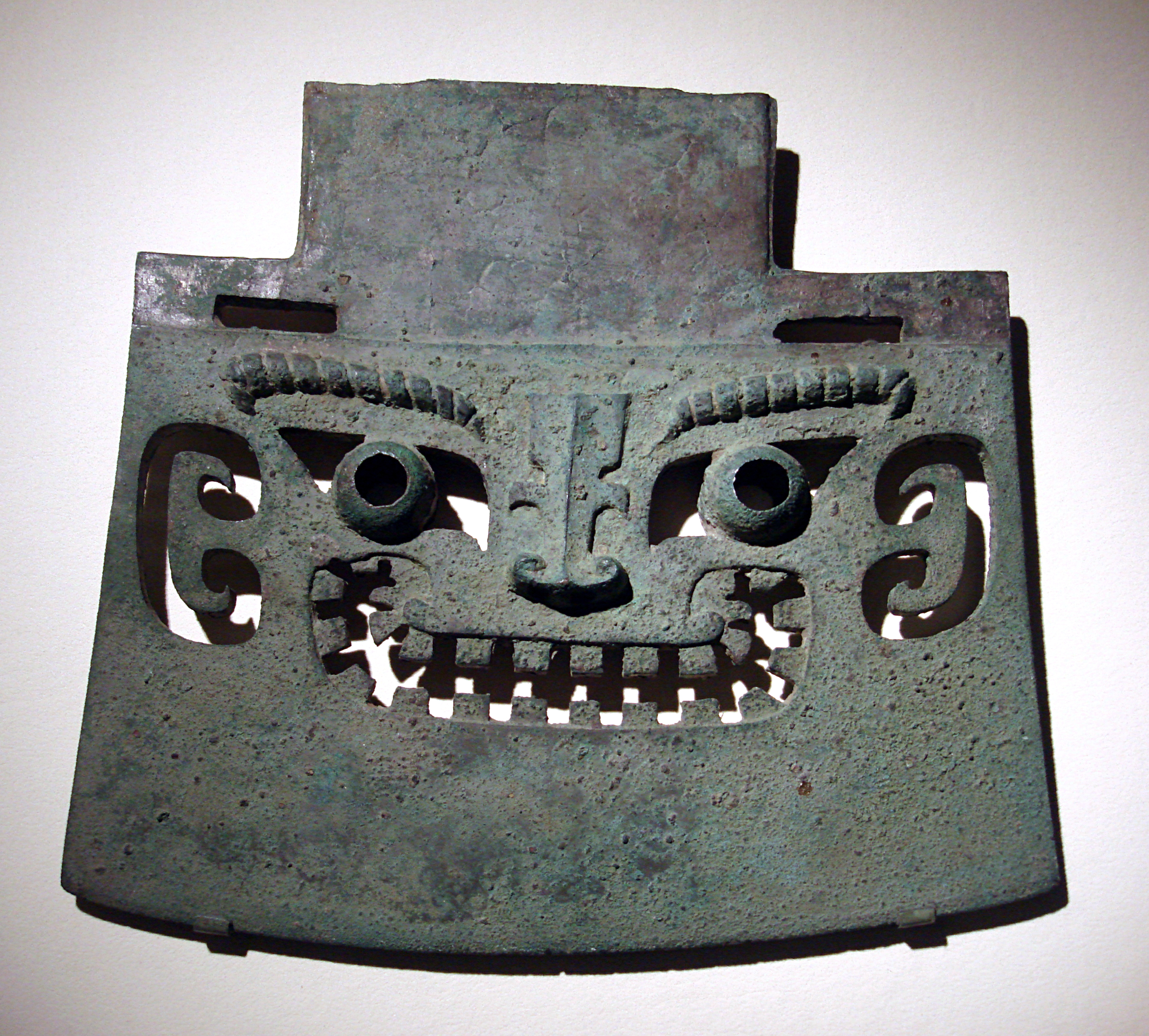
祭祀用の銅鉞

## 春秋・戦国時代
殷・周以降の中国は強大な統一勢力がなく諸侯が対立を繰り返し、また思想界では諸子百家によって才能のある者は自国に縛られることなく各国に活躍の場を見出すことができるという自由闊達な気風がみなぎっていた。このような春秋戦国時代にあっては、美術の分野でも殷・周時代の重苦しいものに代わって軽妙なものへと変化し、金工・木工・漆工も発達した。また春秋・戦国時代はスキタイの動物文様を中心に、ギリシャ系の植物文様や西アジアの有翼獣などが流入して、文様に新風を吹き込んだ。スキタイ民族とは、周代末より戦国時代にかけて南ロシア地方で活躍していた民族である。そのスキタイ民族の美術は、蒙古族の匈奴が仲介して伝えたため北方系と呼ばれるが、もともとはギリシャ美術の影響を色濃く受けた文化であった。こうしてギリシャ美術の植物唐草や、スキタイ美術の動物が噛み合う文様、アッシリア美術起源の有翼獣などが中国に流入した。唐草とは、花と葉のついた蔓が律動感のある曲線を描く文様一般をいう。パルメット・蓮華・葡萄・宝相華・牡丹などの唐草があり、また流雲文と結びついた雲唐草もある。春秋時代以降の青銅器の文様には蟠螭（ばんち）文と呼ばれる龍などの動物が絡み合う複雑な文様が現れたが、やがてそれは唐草状の様相を帯びて、植物とも動物ともつかない龍唐草のような特異な文様も表れた。

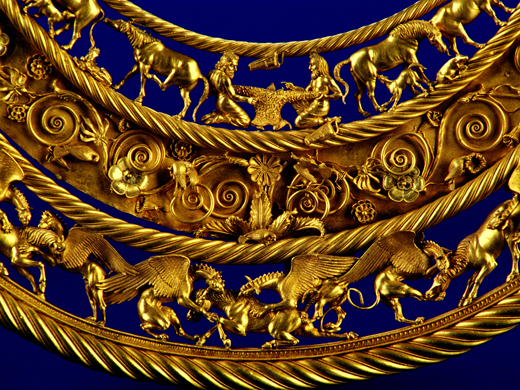
トヴスタ・モヒーラ古墳で発見された女性の胸飾り（スキタイ文明）
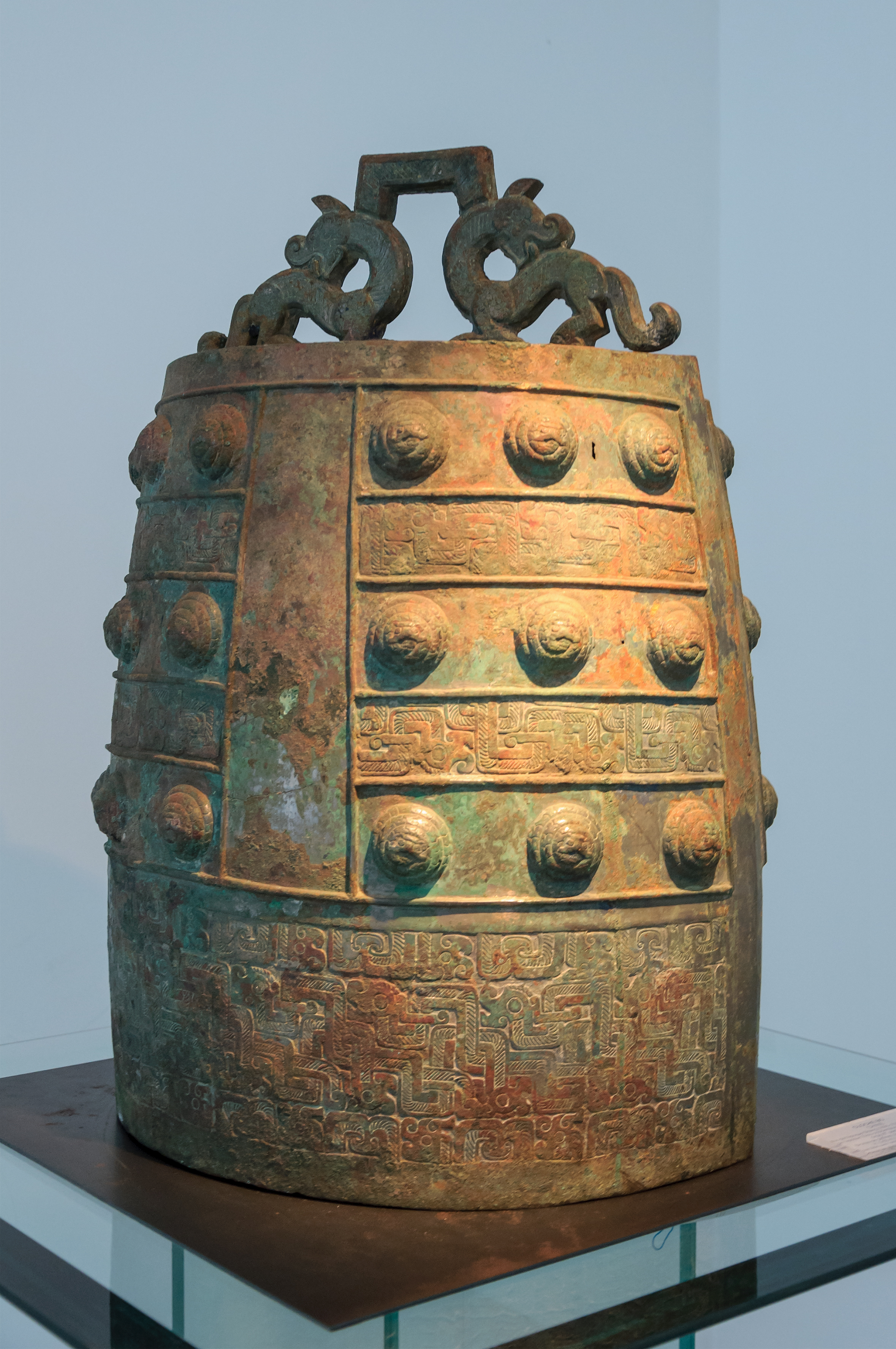
蟠螭文
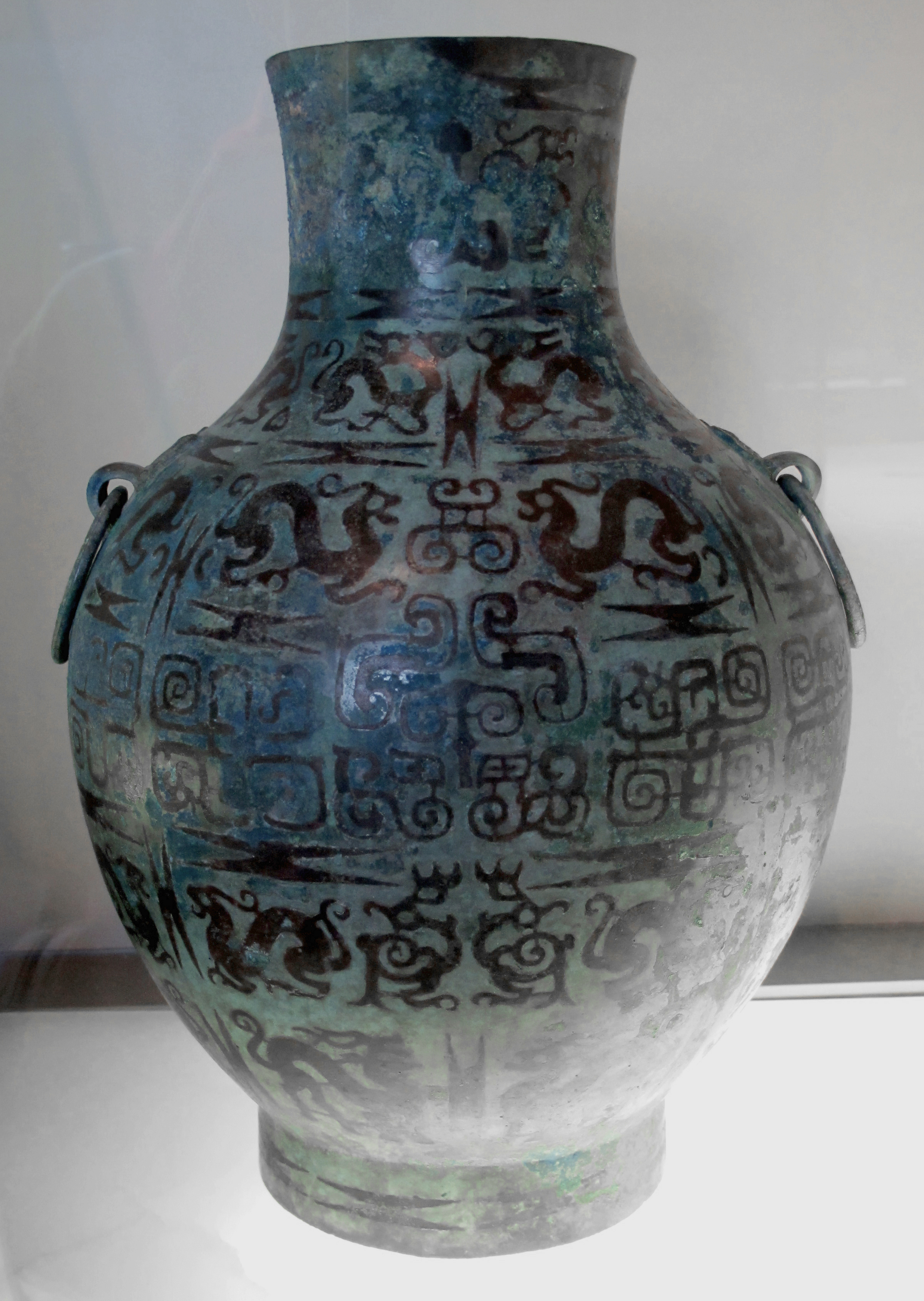
象嵌文壺 戦国時代 チェルヌスキ博物館
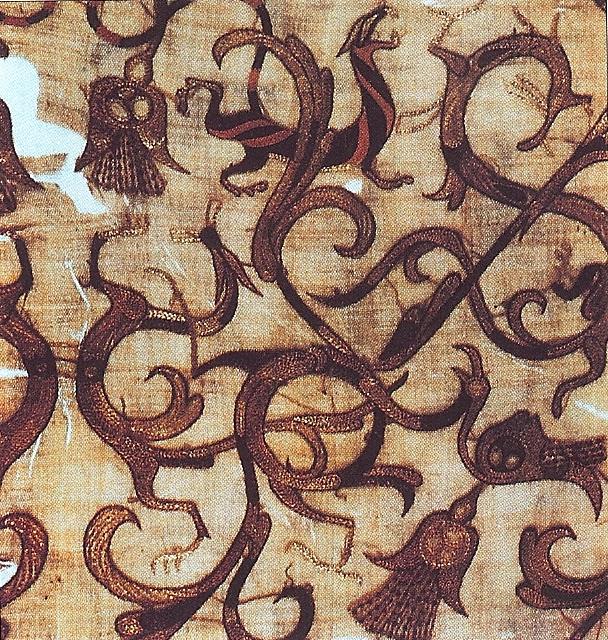
湖北省の戦国期の古墳より発見された絹布の一部

## 漢時代
秦が滅びた後に内乱を収拾した劉邦が漢を建国し、前後両漢で400年続く統一国家が誕生した。この時代は神仙などが登場する神話的な世界に憧れた時代であった。漢の時代の美術はほとんど残っていないが、それでも絵を刻んだ石材・煉瓦・タイルなどや壁画、旌幟（せいし；棺蓋の上に置かれた絹布で葬儀の際の旗の役割を果たす）などに見事な人物・動物表現が見られる。これらの主題は崑崙山に座すとされる西王母（不老不死の薬の元締めの神様である）を中心とする天上界や、天上界で龍・鳳凰・虎兎などの神獣と戯れる仙人、また死者が羽化登仙する様子などで、翼を持つ不老不死の仙人になることへの強い憧れが漢時代の人々にあったものと考えられる。雲気文は、この時代天上界の文様とともに美術工芸品の中で目立って多く表される。雲気文は戦国時代から登場してきたが、漢時代には雲気文が主文として盛んに使われるようになる。逆に仙人や禽獣は渦巻く雲気の中に小さく扱われている。雲気文は、天界を表すのに欠かせないものであったが、その後雲の形状が吉凶を表すという考え方がおこり、その後の瑞雲の文様につながっていく。

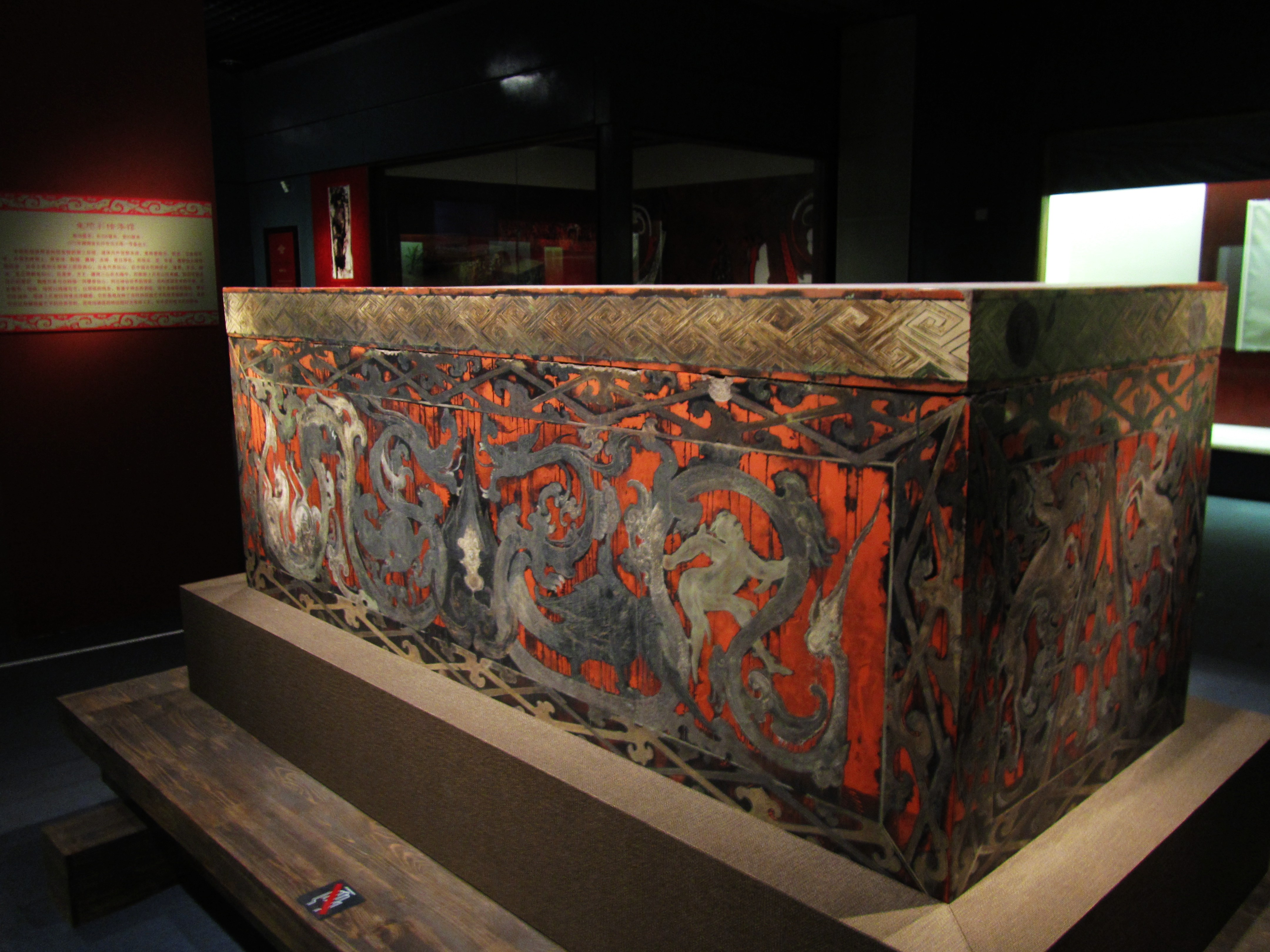
馬王堆漢墓より出土した木棺
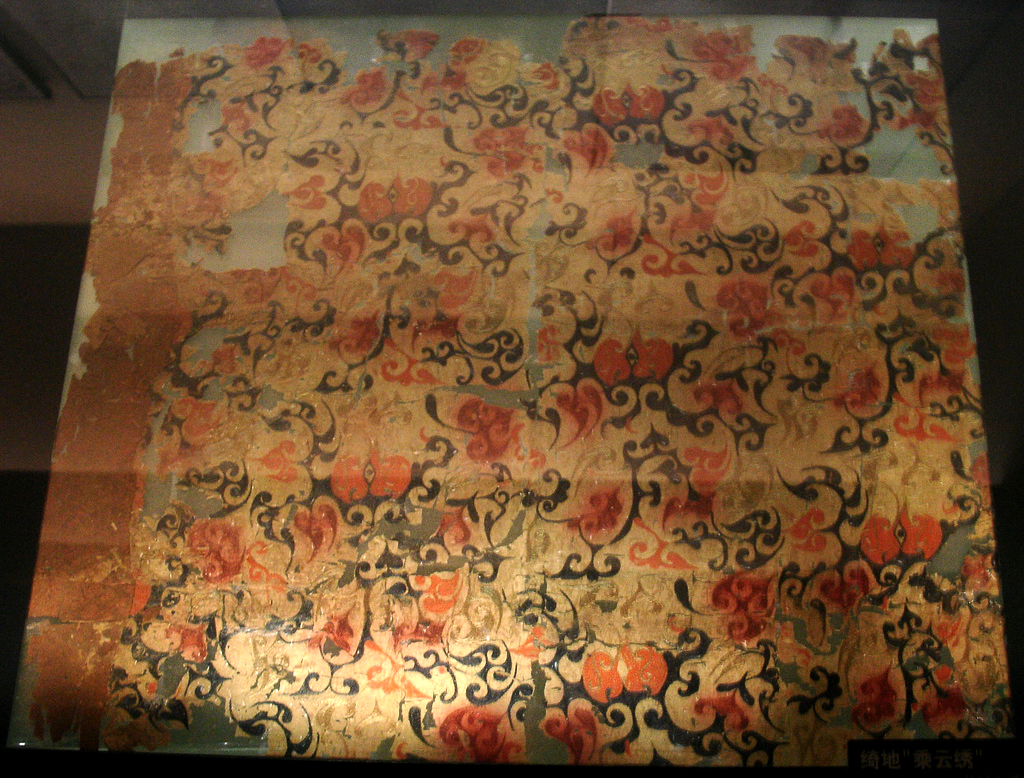
前漢時代の絹布（馬王堆漢墓）
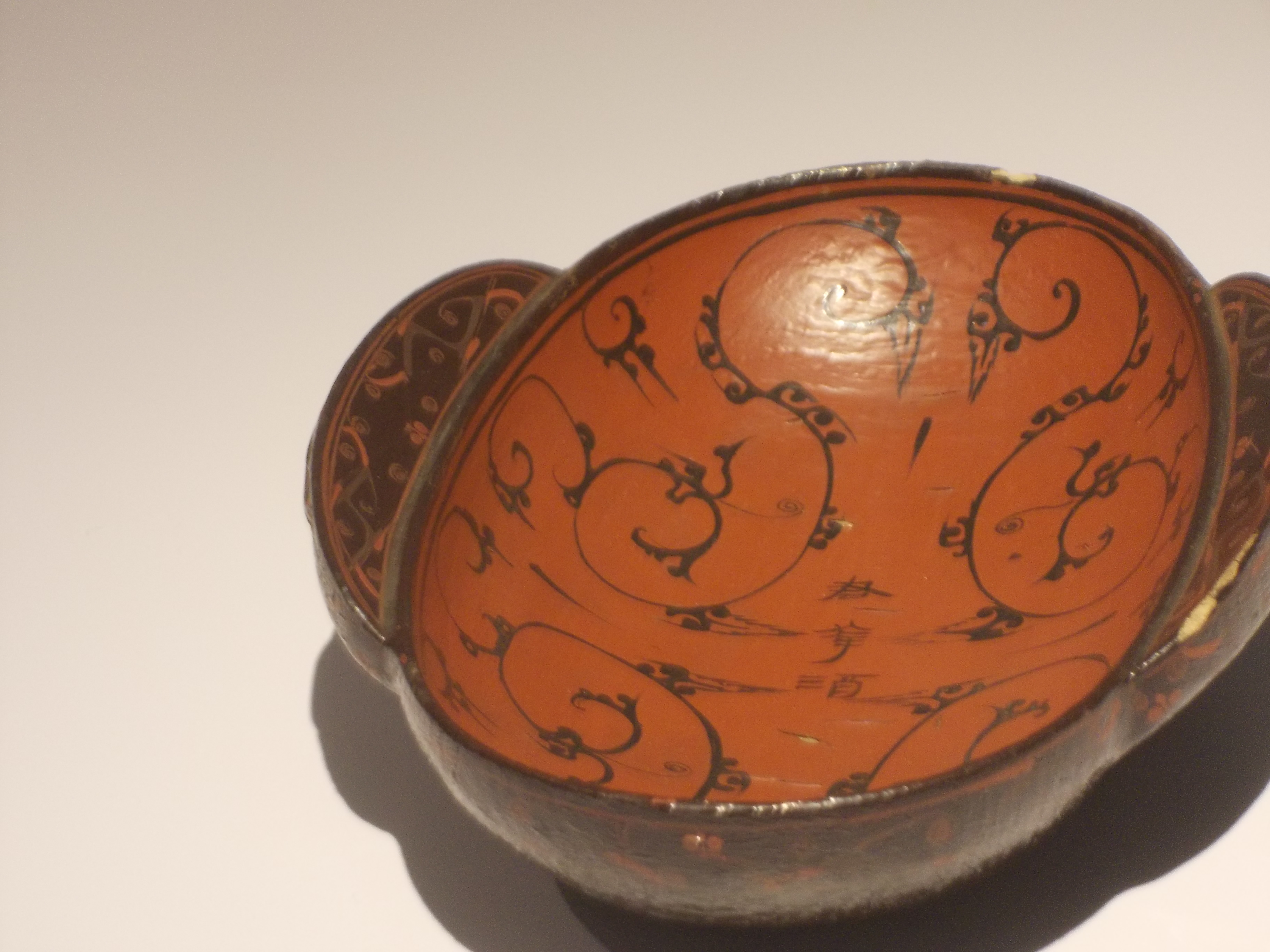
漆器（馬王堆漢墓）
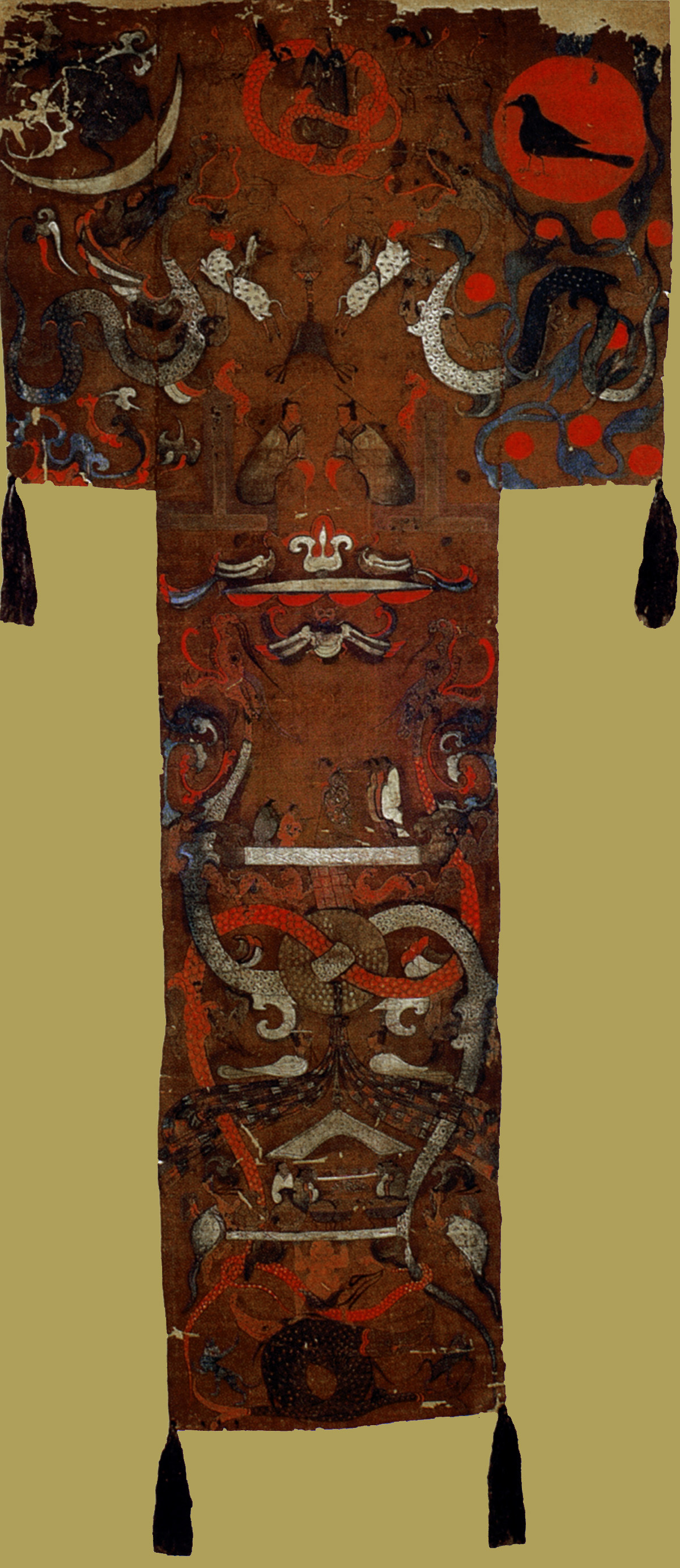
帛画（馬王堆漢墓）
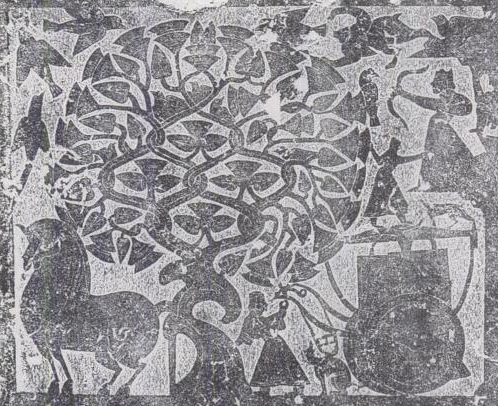
扶桑（武氏祠画像石）

## 六朝時代
弱体化した漢は、西暦220年に三国に分裂し、その後隋の南北朝統一までの約370年間を六朝時代という。この時代は、魏・呉・蜀に分裂した三国時代、西晋が50年ほど統一する時代、再び分裂し漢民族の南朝と異民族の北朝がそれぞれに興亡を繰り返す南北朝時代と実に目まぐるしく王朝が移り変わる時代であった。このように社会的・政治的には混乱期であったが、芸術面では実りの多い時代であった。この時代は、またインドから仏教が伝わった時代であった。仏教は北魏などの文化的後進国で最初に信仰された。北魏は江北の鮮卑族の王朝であり文化的にも後進国であったが、皇帝が一度仏教に帰依すると、敦煌莫高窟・雲崗石窟・龍門石窟などの石窟寺院が作られた。やがて中国の神仙思想を背景とした文化と混ざり合い、蓮華・唐草・飛天などの文様が広く見られるようになった。仏教美術はインドに限らず、ギリシャ・ペルシャ・エジプト美術の影響をも受けており、建築・彫刻・絵画・工芸のあらゆるジャンルに及ぶ総合芸術であった。こうした異質な様式が、従来の神仙思想を背景とした中国美術に一気に合流することになった。

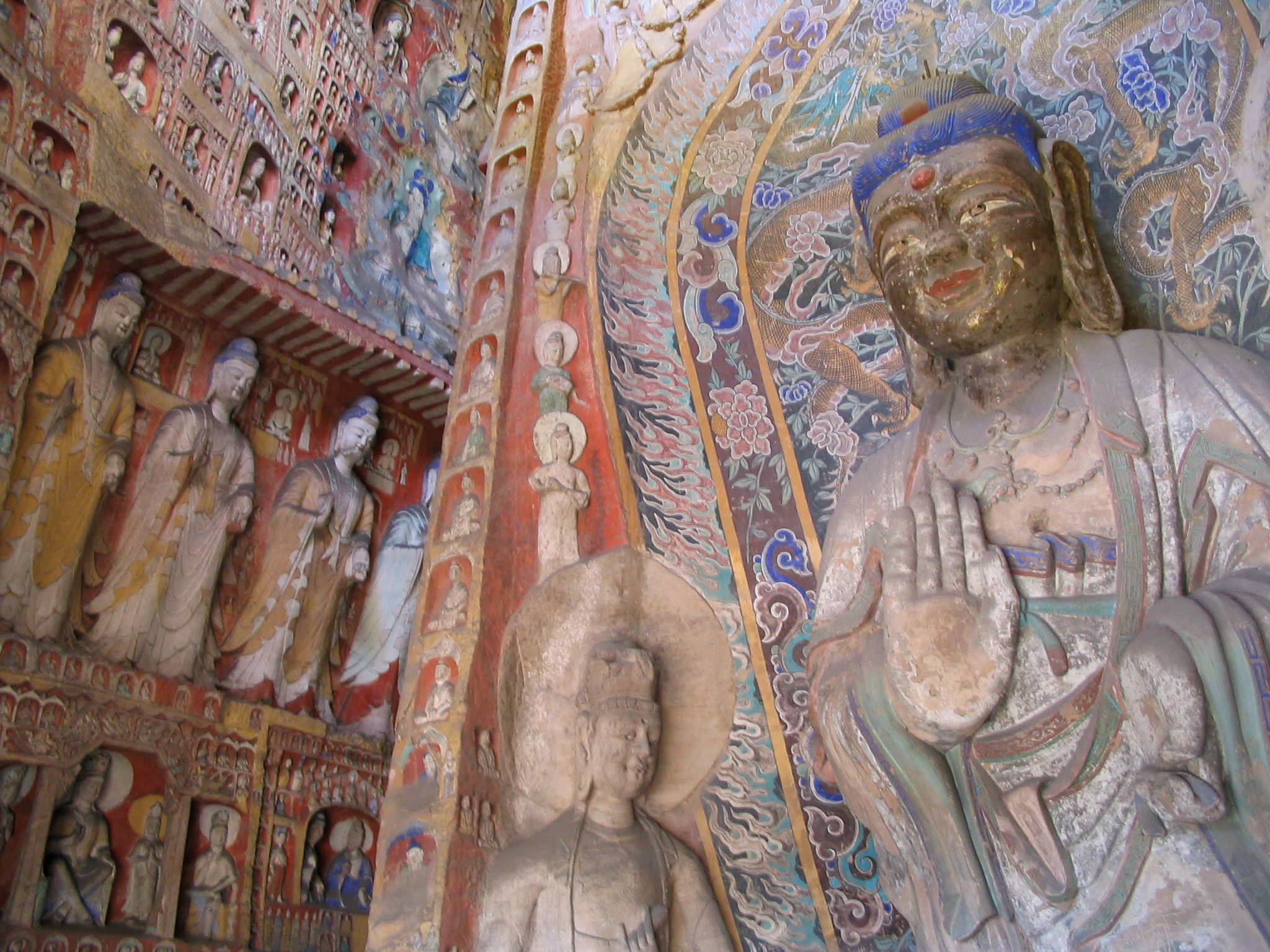
雲崗石窟の壁画
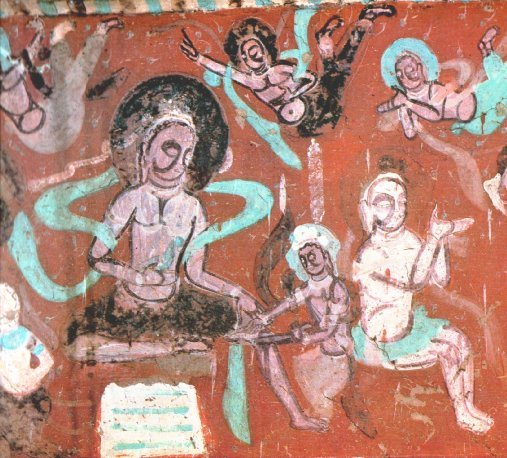
敦煌莫高窟・飛天（上部）

## 隋・唐時代
南北朝の混乱を統一した隋は中央官制を改革し、科挙による官僚登用の制度や均田制の実施など多くの改革を積極的に推し進めた。しかし、その急激な変化に民衆の不安が増し、統一後わずか29年で後の唐の高祖李淵に滅ぼされた。唐の時代になると、西方からサーサーン朝ペルシャの文化が流入し、活気のある国際的な文化になった。日本の正倉院は、中国本土で失なわれてしまった唐文化の宝庫である。これらからは、連珠文・花喰鳥文・双獣文・狩猟文・聖樹・有翼文などペルシャ系の文様が多くみられる。また仏教とともに入ってきた唐草文のモチーフは、唐の時代には葡萄唐草・宝相華・海石榴華などに変化した。

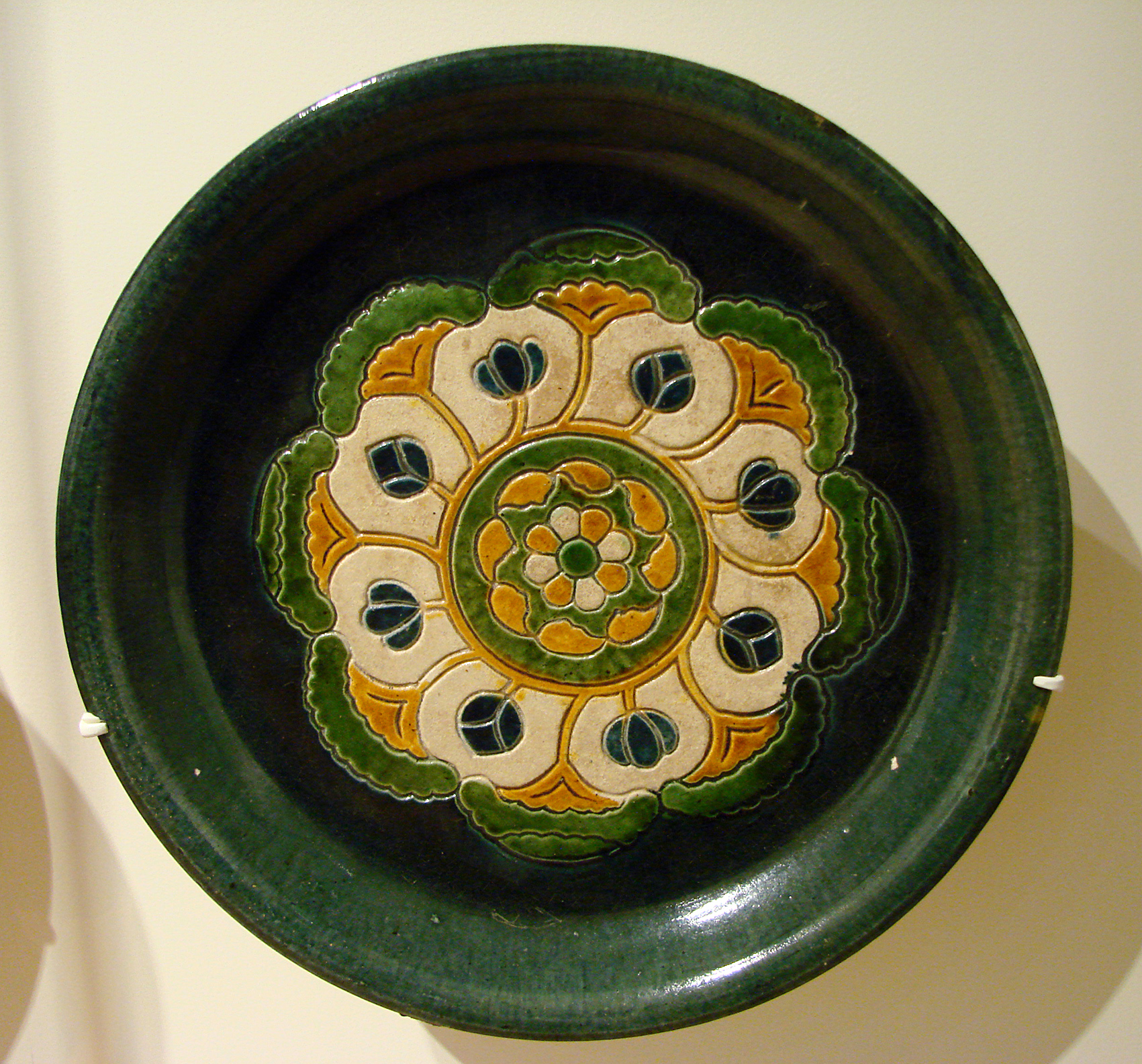
唐三彩花文盤
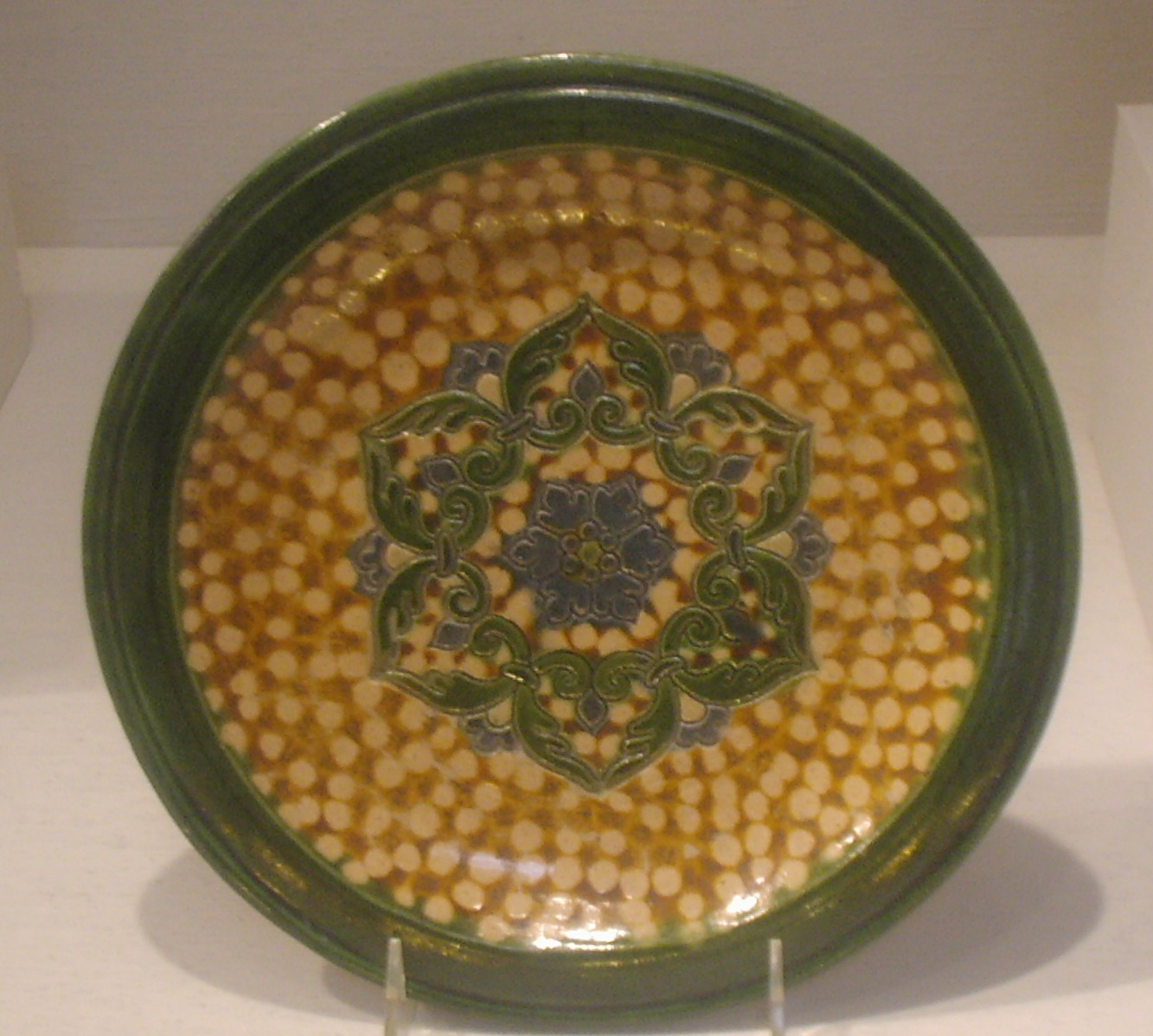
唐三彩宝相華文盤
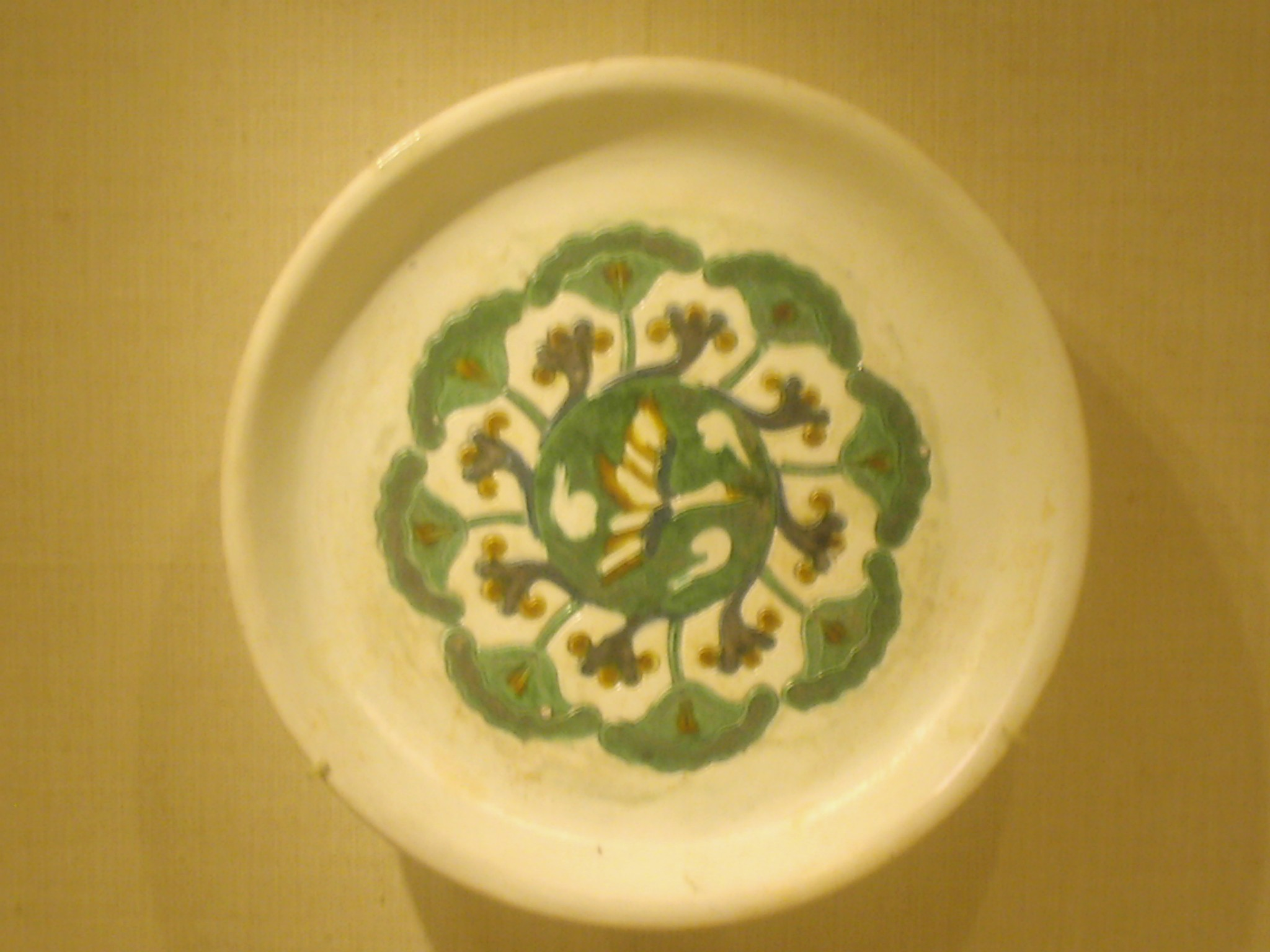
唐三彩宝相華文盤

## 宋・元時代
907年、節度使の朱全忠の謀反で唐が滅ぼされ、五代十国という群雄割拠の戦乱の時代に入った。960年に北宋の太祖趙匡胤によって戦乱は平定され、次の太宗の時代に中国全土が統一される。宋の時代は絵画の黄金期であり、文人画の影響で花鳥画と山水画がひとつのジャンルになり、文様にも現れた。また宋は陶磁器の黄金期でもあり、白磁・青磁などが焼かれた。宋の陶磁器は形と色の美しさを追求したために、文様は浅い浮彫などで控え目に表現されるが、周辺を飾る蓮弁文や牡丹唐草が文様として挙げられる。しかし、磁州窯で焼かれた「黒花」と呼ばれる焼き物には、自由な筆致と創意あふれた多くの文様を見ることができる。唐代以前の文様と宋代の文様を比較すると、宋の文様の特色が表れてくる。唐代までは神仙の物語や説話、故実など物語を扱い、草花鳥虫を文様に扱うときも余白を飾るものとして形式的に使われていた。しかし宋代になると描く対象を真実に表現しようとする態度が表れる。宋以降に折枝文がよく描かれるのも、自然の感じを損なうことなく意匠とすることができるからである。宋の時代は白磁・青磁に代表されるように形や色が洗練され、素文の美しさという一つの頂点を築いたが、その後、元・明・清と時代が下がるにつれて再び文様の種類も増えて装飾過剰になっていく。元・明・清はそれぞれに文化を担う民族が変化したのにもかかわらず、文様は断絶することなく受け継がれてひとつの流れとして発達した。元時代は「青花」という青一色の染付陶器が焼かれ、文様の種類も飛躍的に増えた。器の周辺部を飾る唐草文・波濤文・蓮弁文のほか、主文として山水・人物・花鳥・草虫・魚藻など幅広い文様が描かれるようになった。

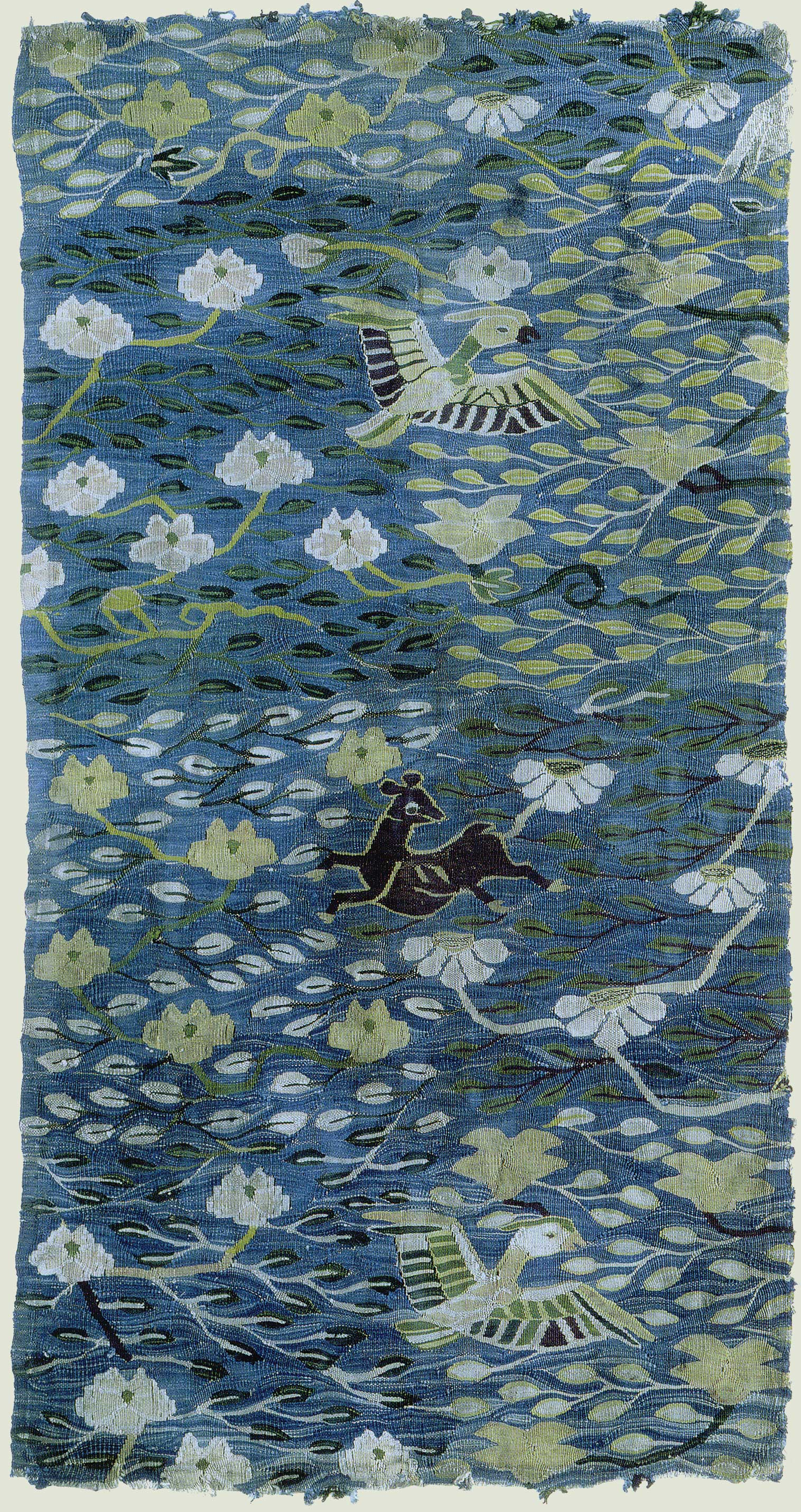
北宋時代の錦
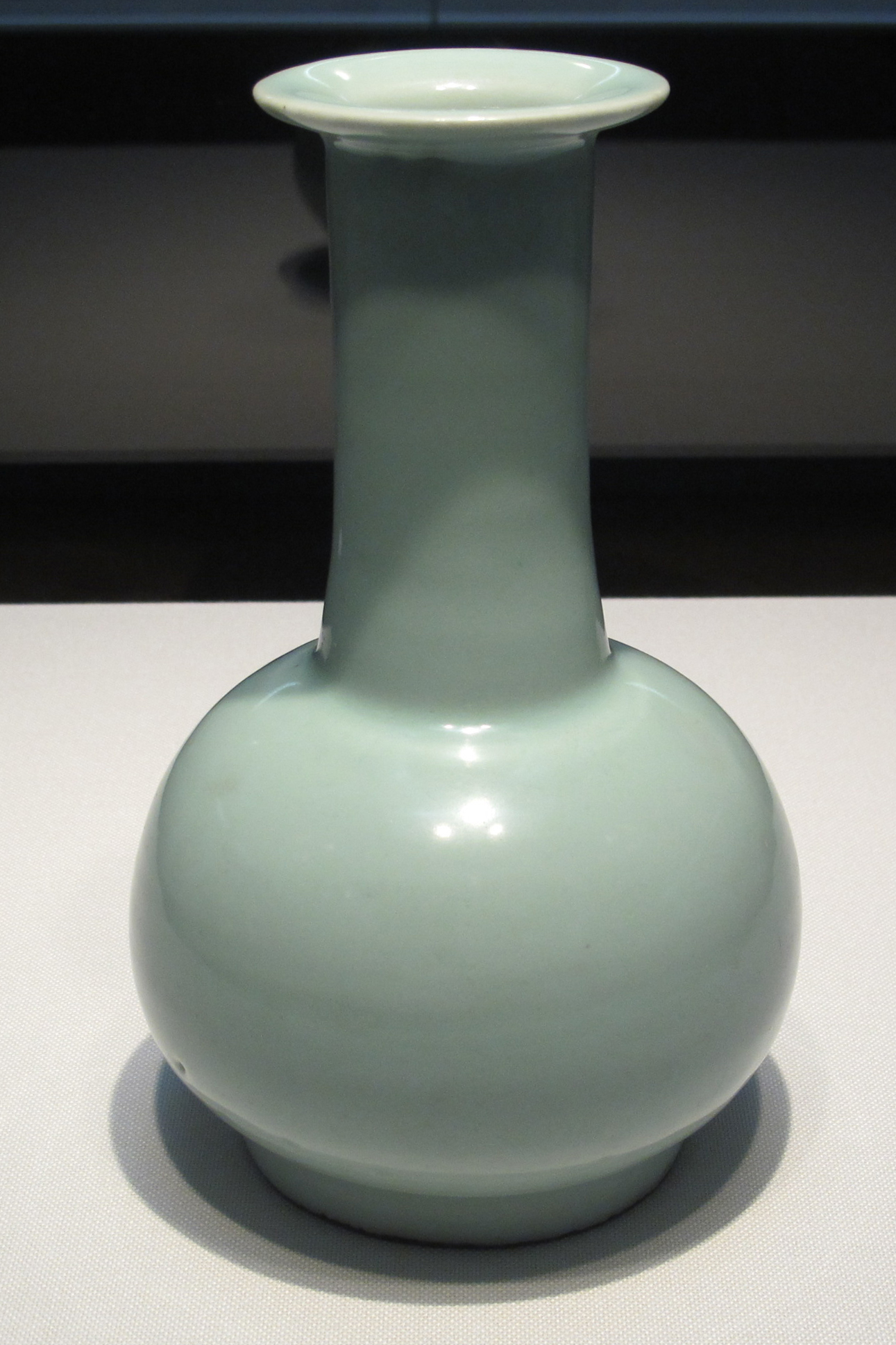
青磁花瓶（青磁下蕪形花生）、北宋
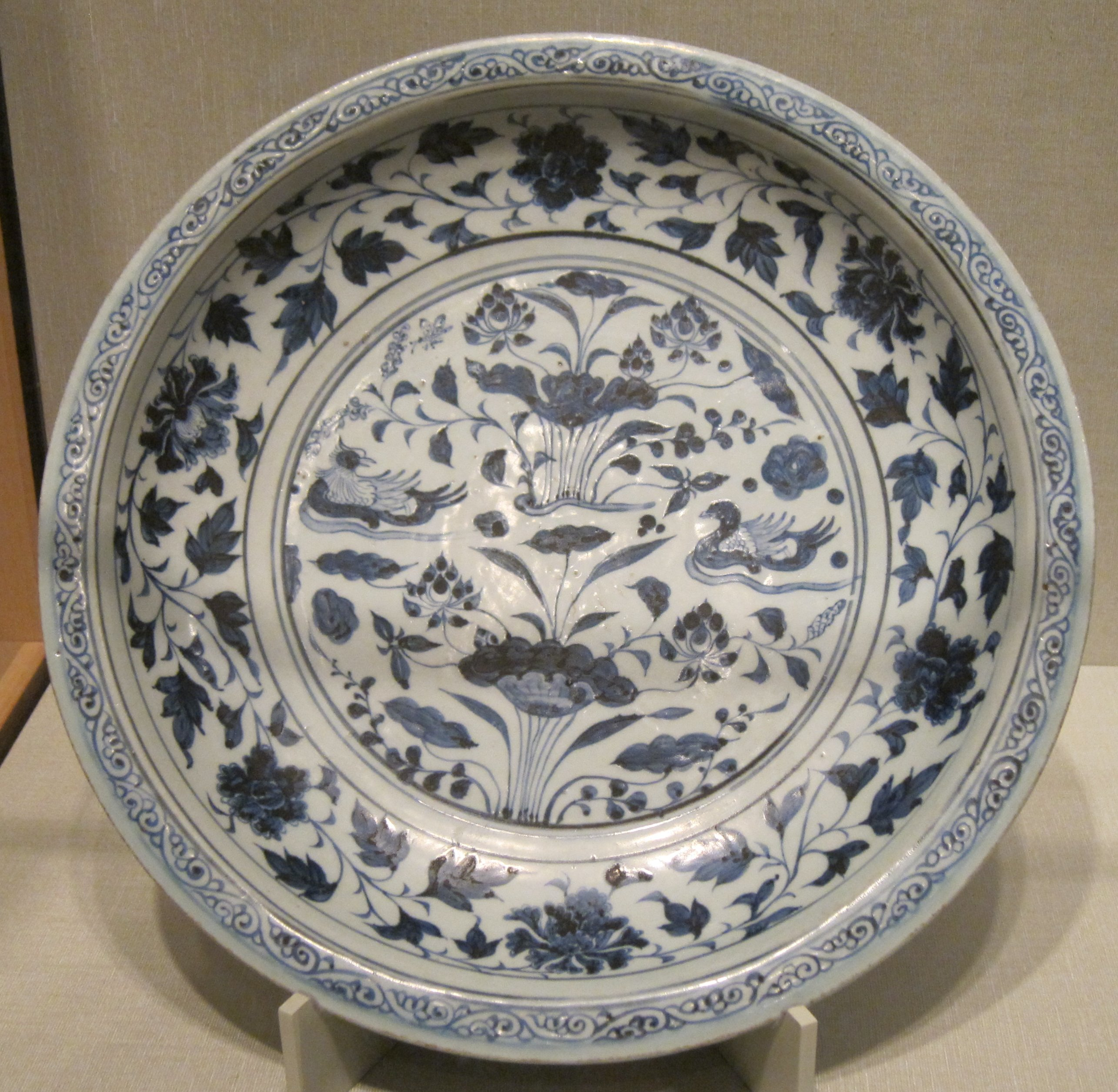
青花蓮池水禽文盤
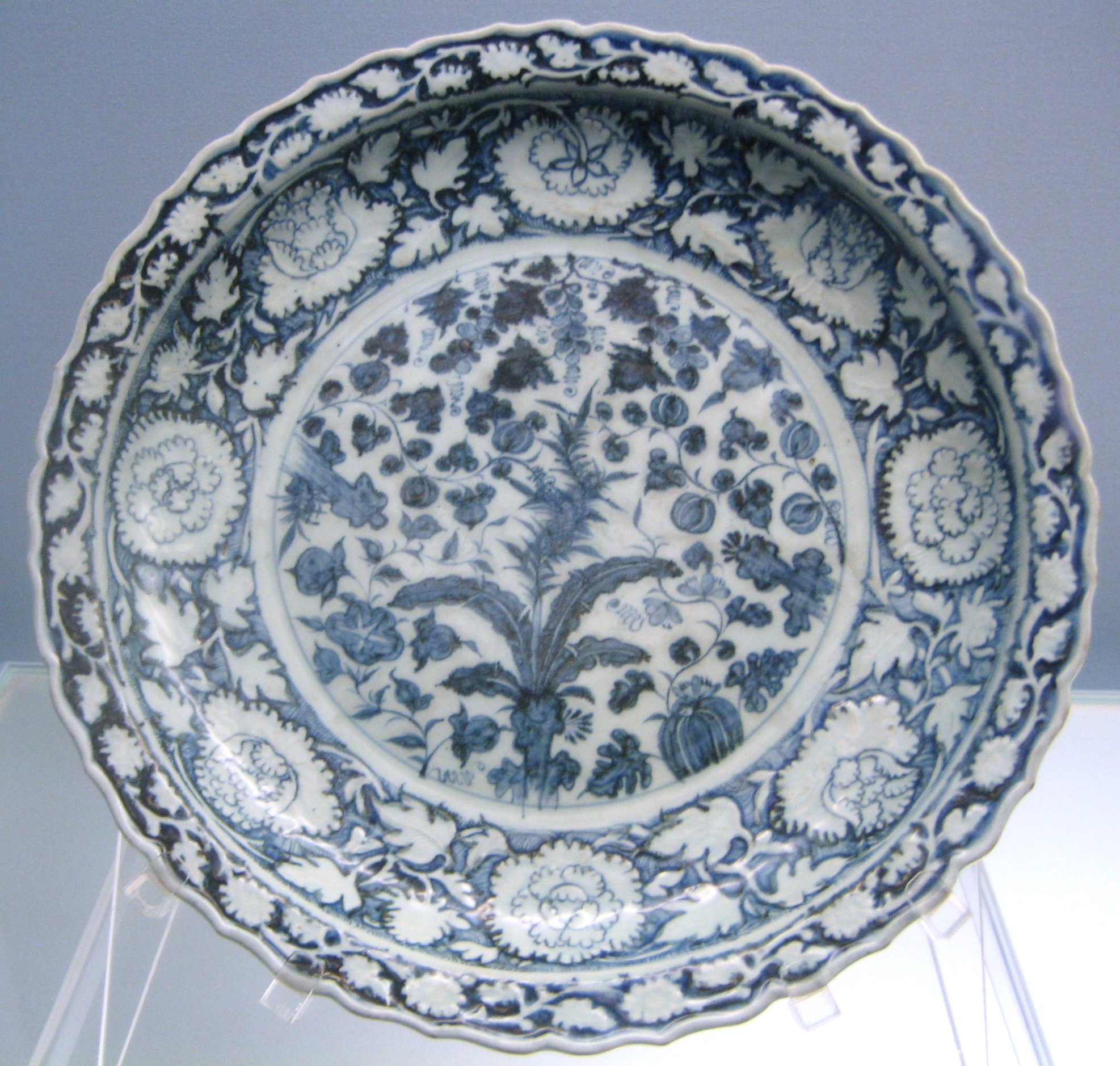
青花瓜竹葡萄文盤 元 上海博物館
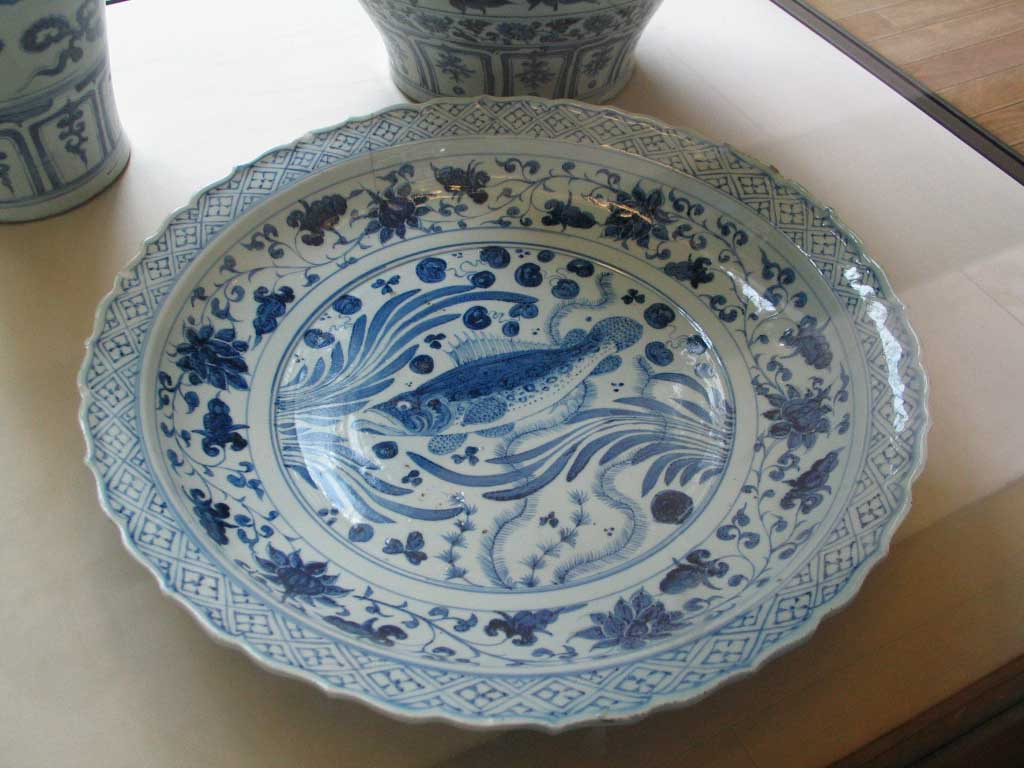
青花魚文稜花盤 大英博物館
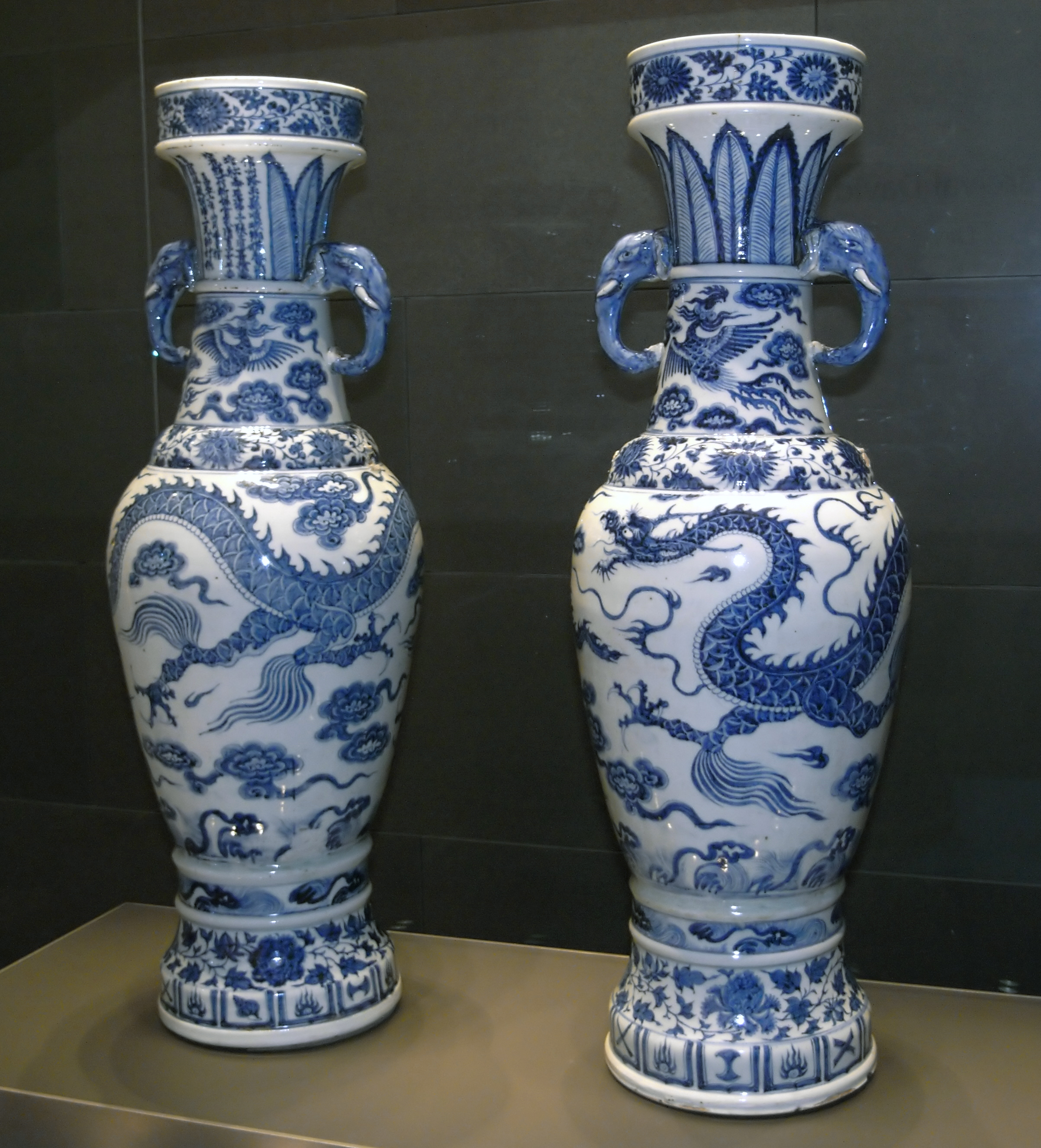
青花龍文象耳大瓶・元

## 明・清時代
1368年には江南から起こった明が、再び漢民族の王朝を建て、第3代永楽帝のときに首都を北京に移し、最盛期を築いた。宮廷の祭器としてそれまでの金属器に代わり陶器が高い評価を得るようになった。そのため景徳鎮には宮廷用の陶器を作らせるための官窯と、元様式を継承する民窯との2つの流れができた。官窯では皇帝の印である龍と鳳凰の文様が圧倒的に多く使用された。官窯の龍の爪は5本だが、民窯では爪の数を減じて3本とするなどの制約が設けられた。また明代の陶磁器の大きな特色は「五彩」という色彩美である。万暦年間に焼かれた「五彩」は万暦赤絵の名で親しまれ、青花の上に赤・緑・黄色を置いて低温で焼き上げたもので、発色の美しさが目立つ陶磁器であった。ただし「五彩」は色味の美しさを見せるためのものゆえ、文様の表現は「青花」に比べるとやや雑で崩れた感がある文様は、龍や鳳凰の他に鶴・松竹梅・桃のような、様々な吉祥文や花鳥文が描かれた。

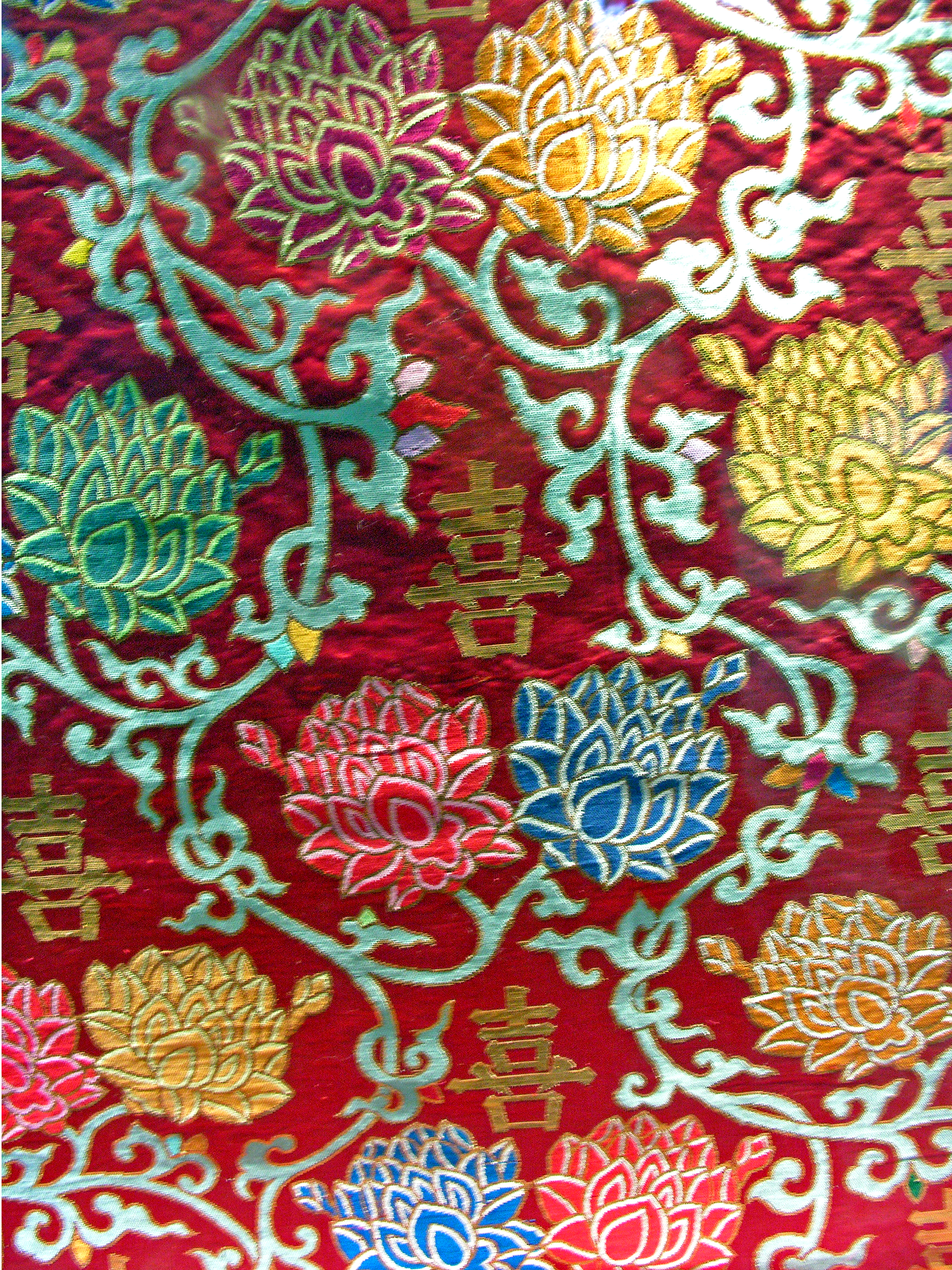
明の錦
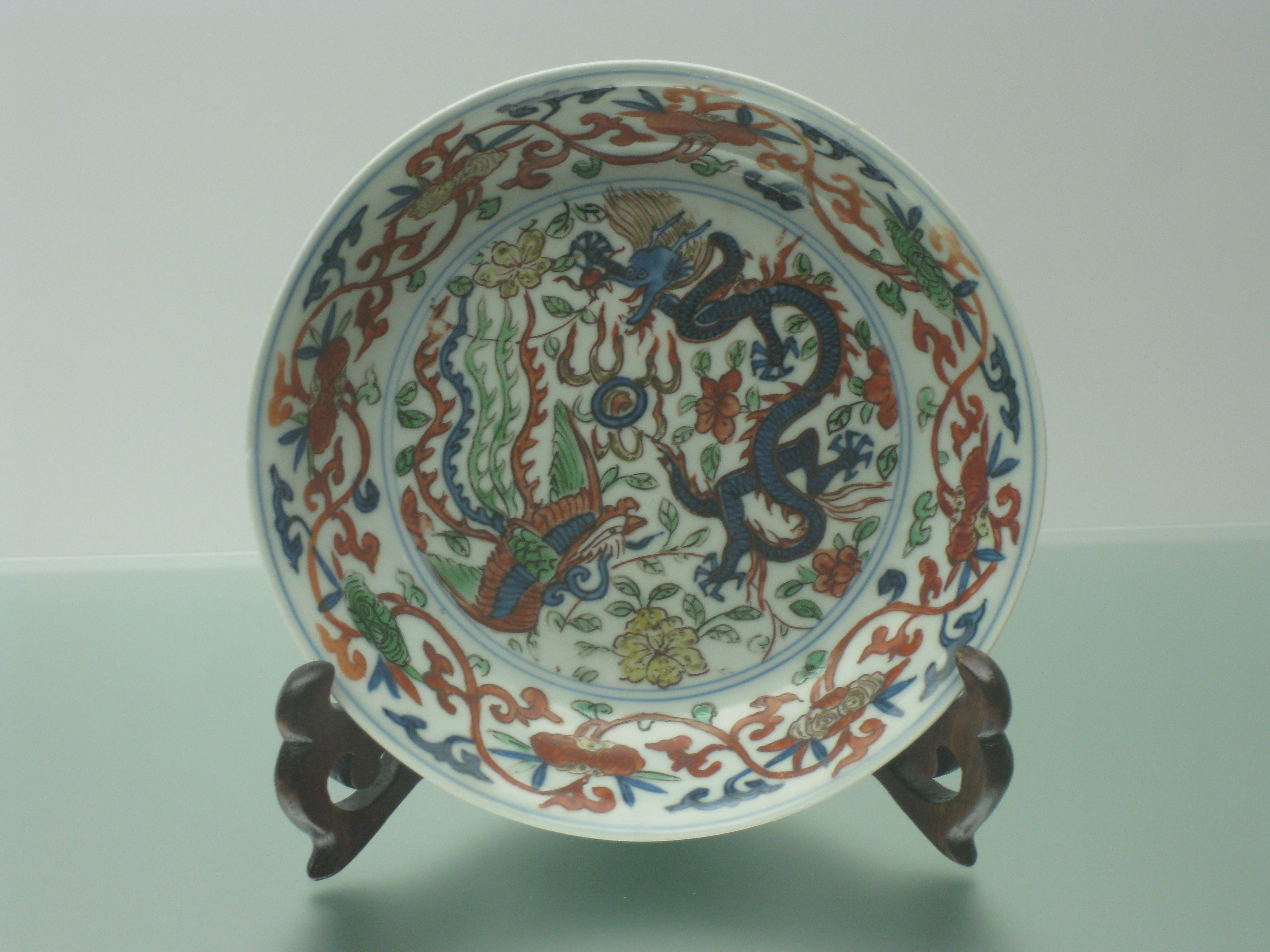
五彩龍鳳文盤
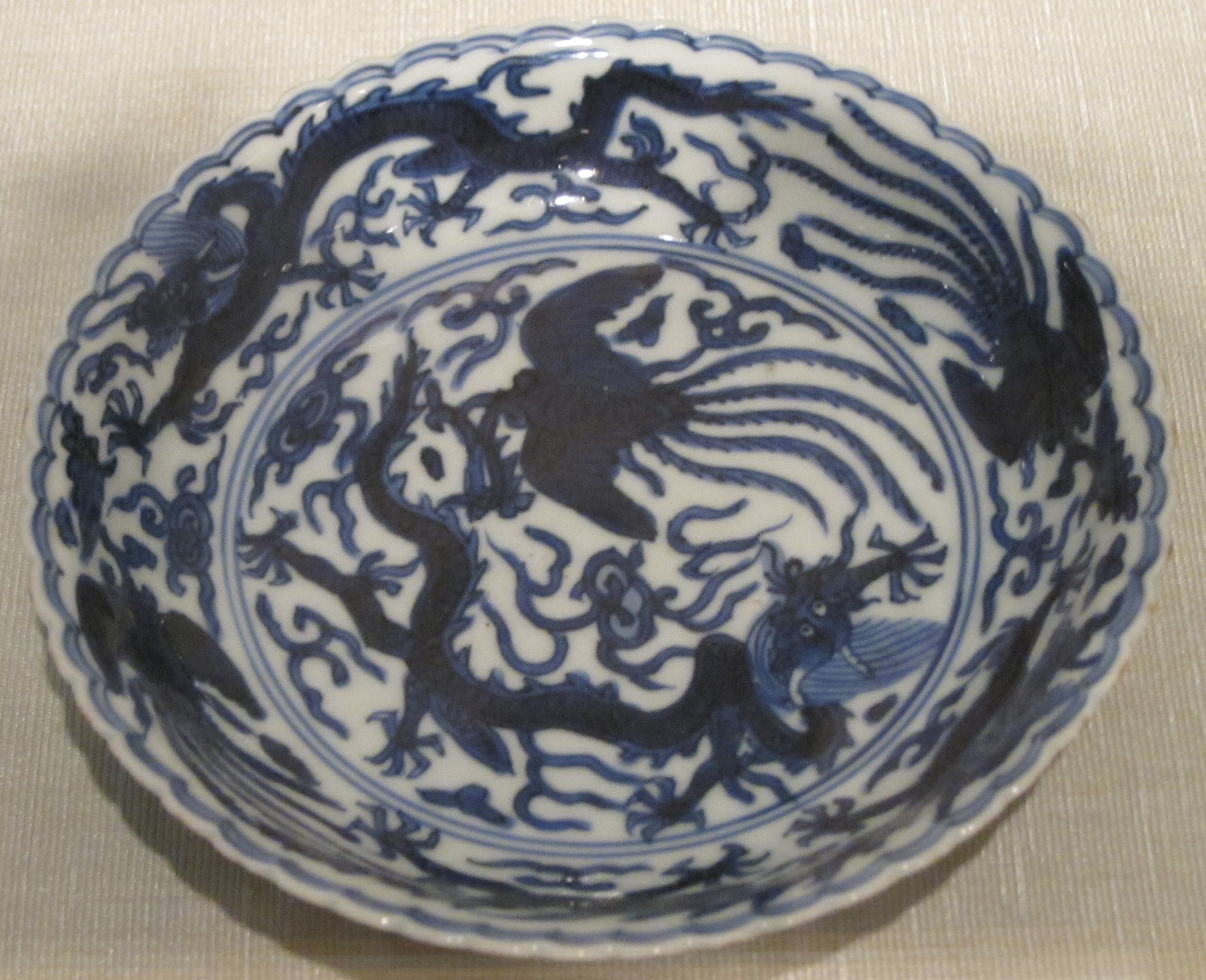
青花龍鳳文盤（万暦）
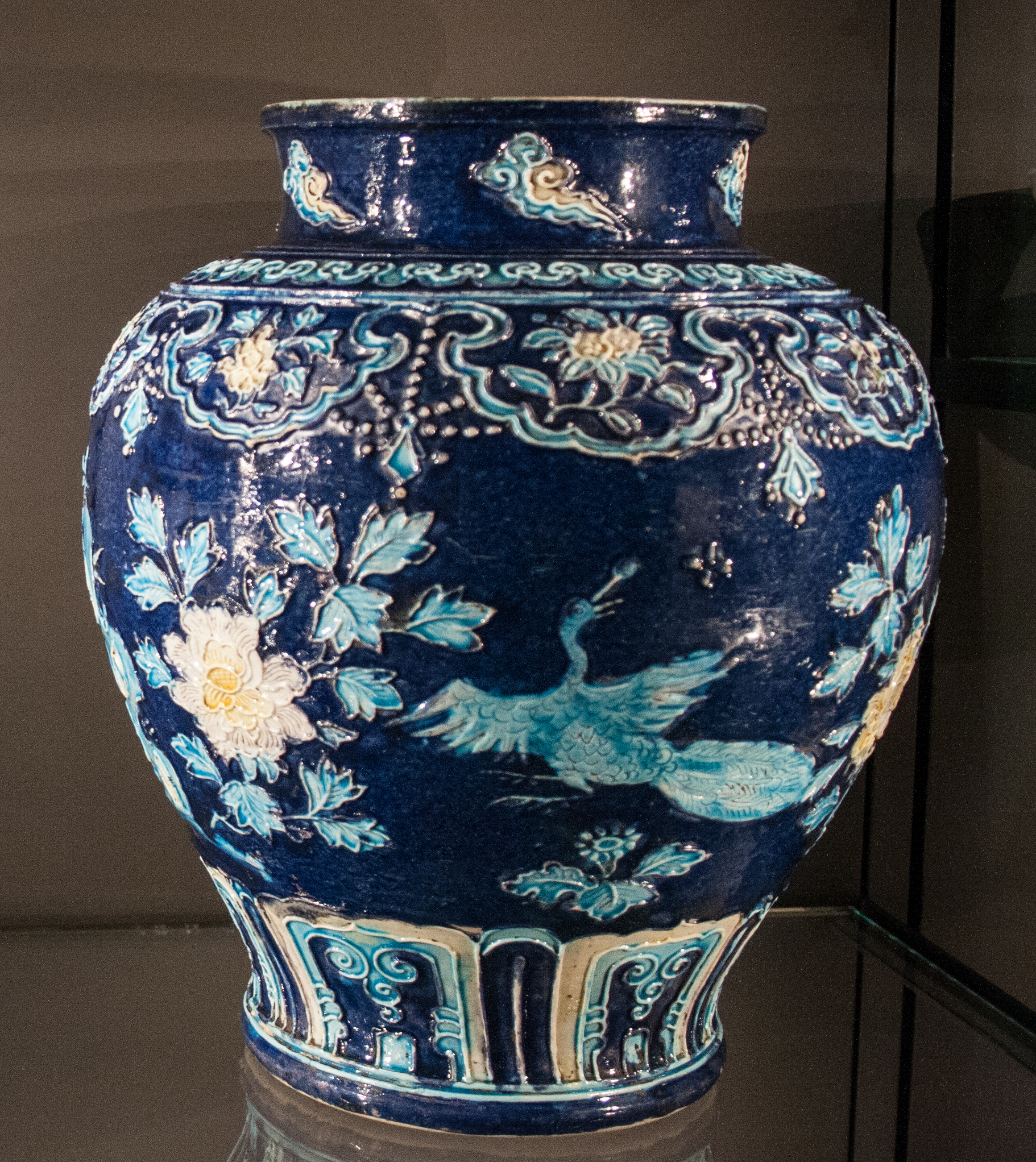
法花牡丹鳳凰文壺 明
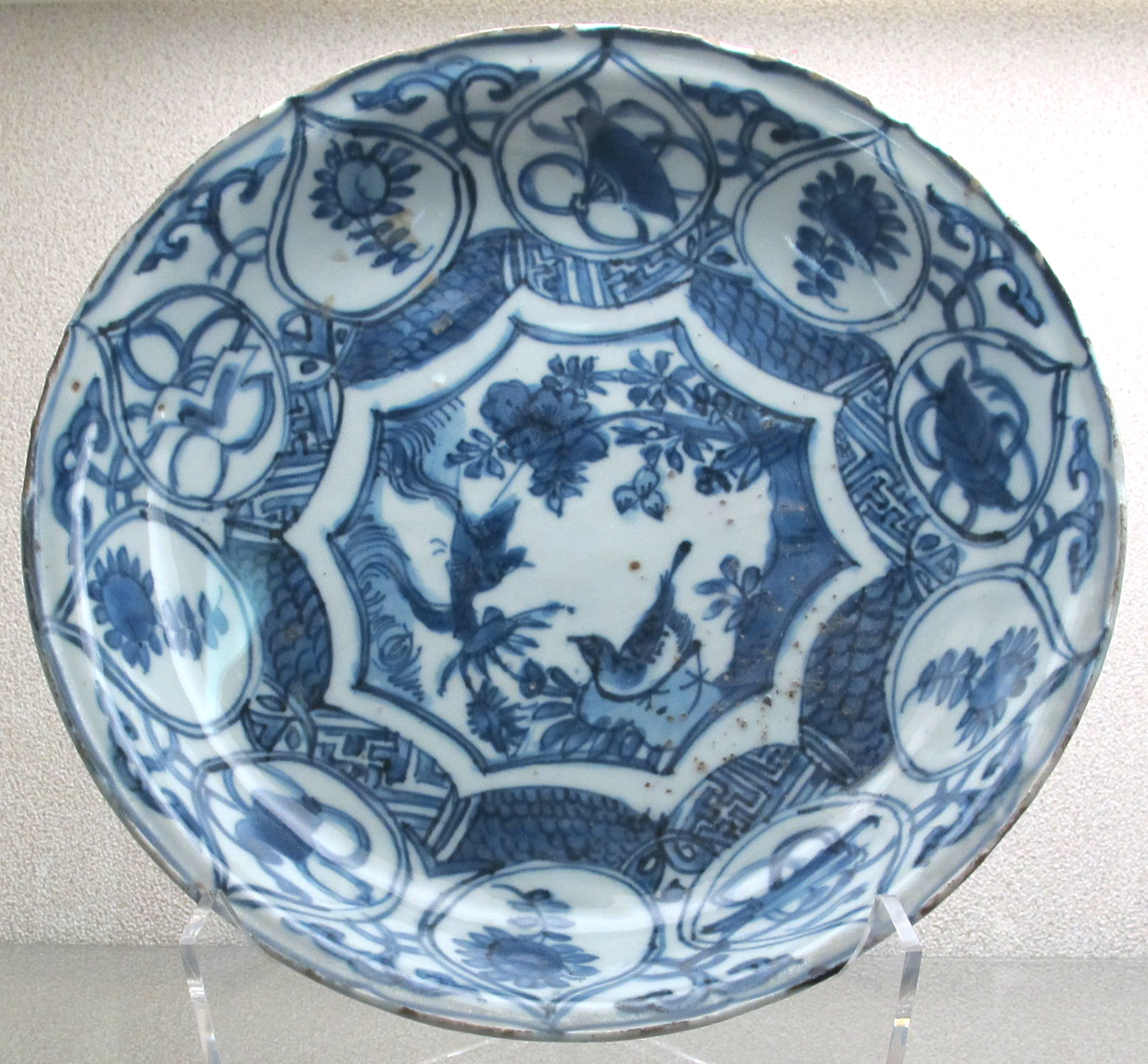
青花花鳥文盤 明末（明山手）
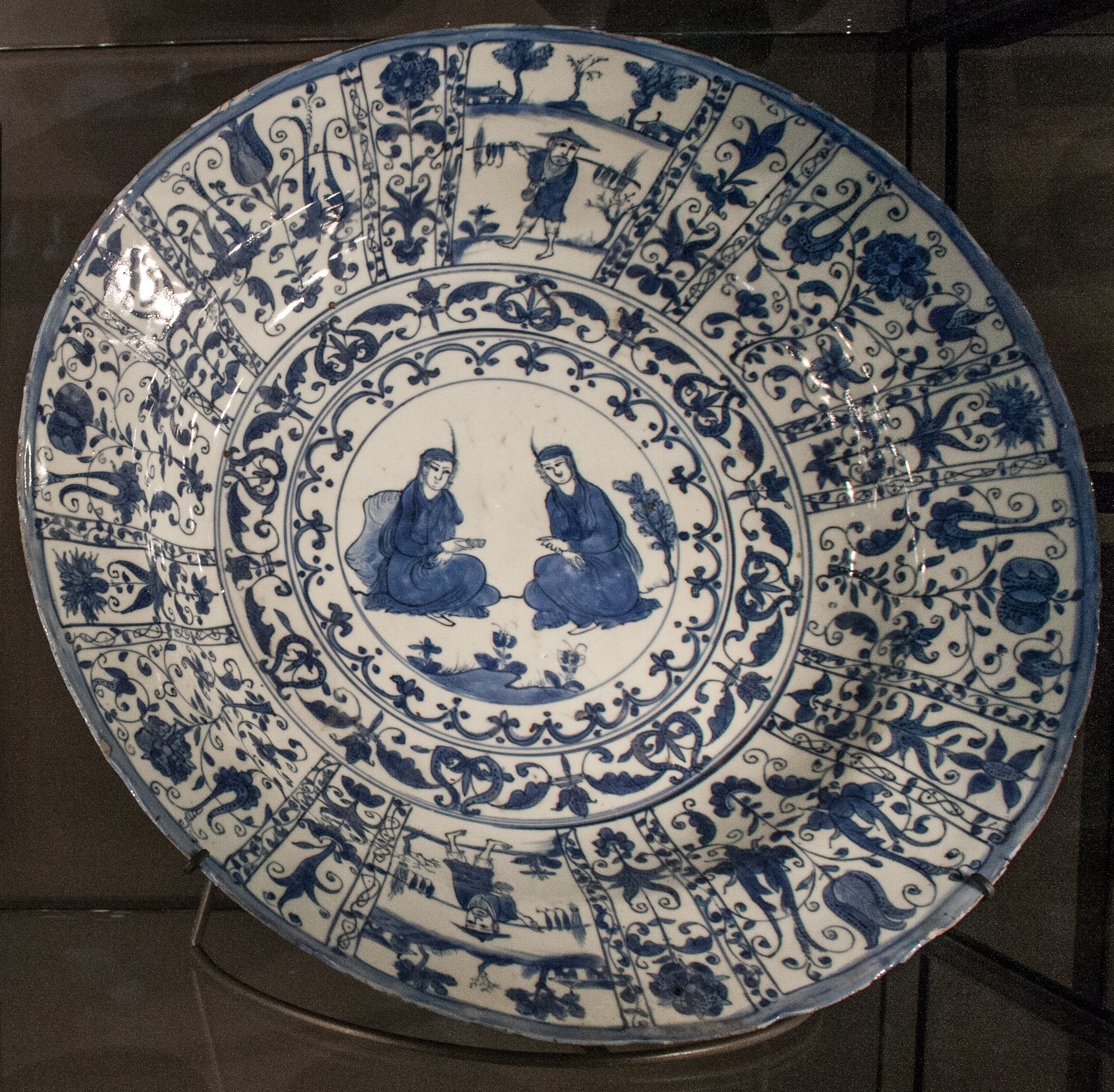
青花人物文盤（芙蓉手）明末
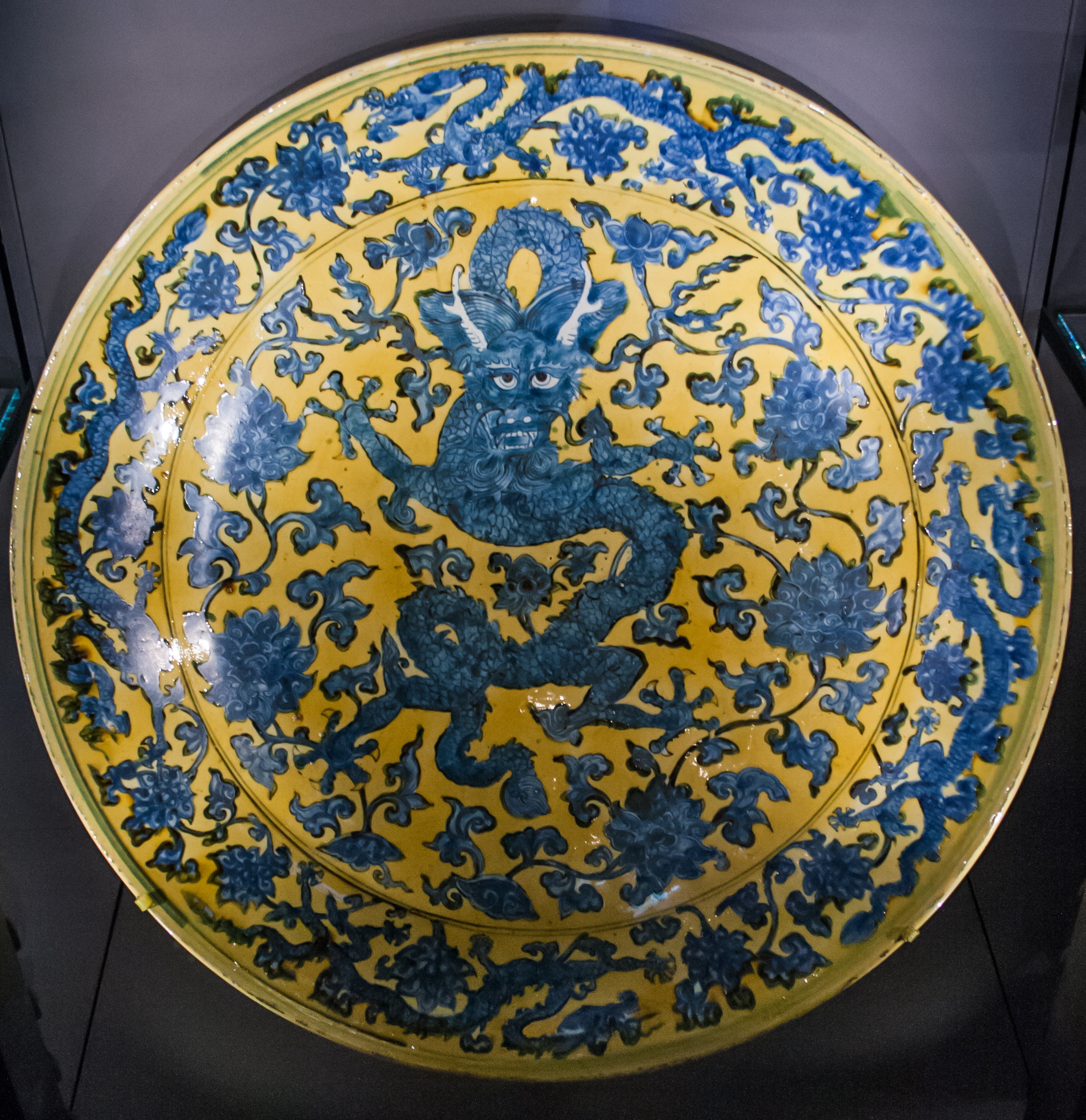
黄地緑彩龍文盤 明
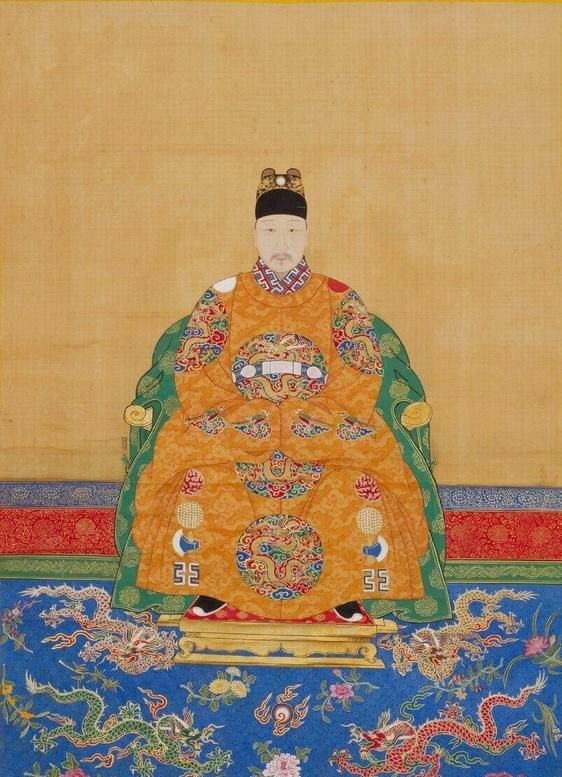
明の泰昌帝

清は明の文様を引き継いだが、文様の数はさらに増え、そのほとんどに吉祥的な意味が託された。陶磁器は技量面で改良と新開発があり、表現は写生的で精緻なものが多く作られた。また皇帝の袍（ほう）には龍や十二章が使われ、皇后は鳳凰、文官や民間なども身分により定められた文様が使われた。

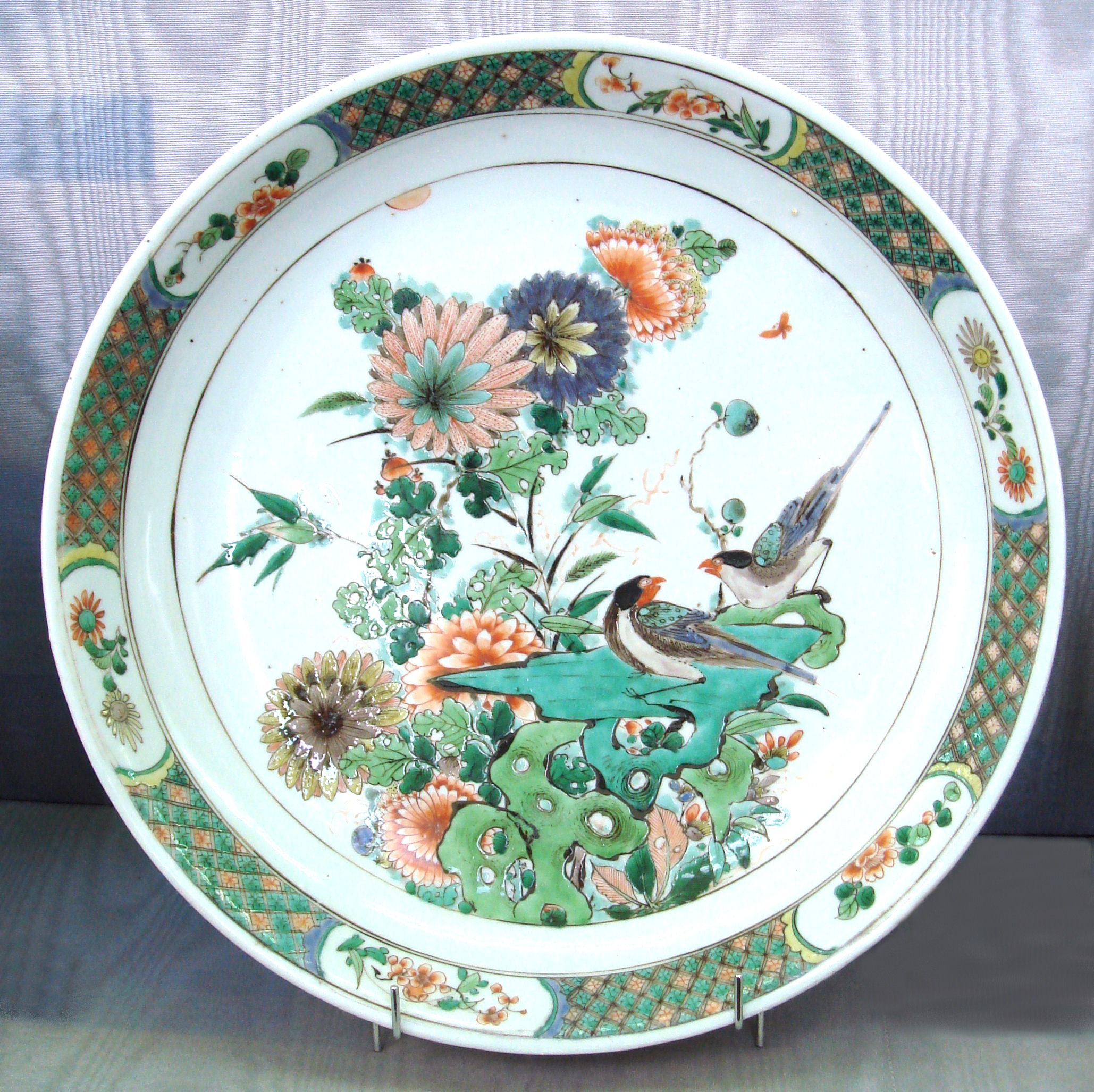
五彩花鳥文盤（康熙）
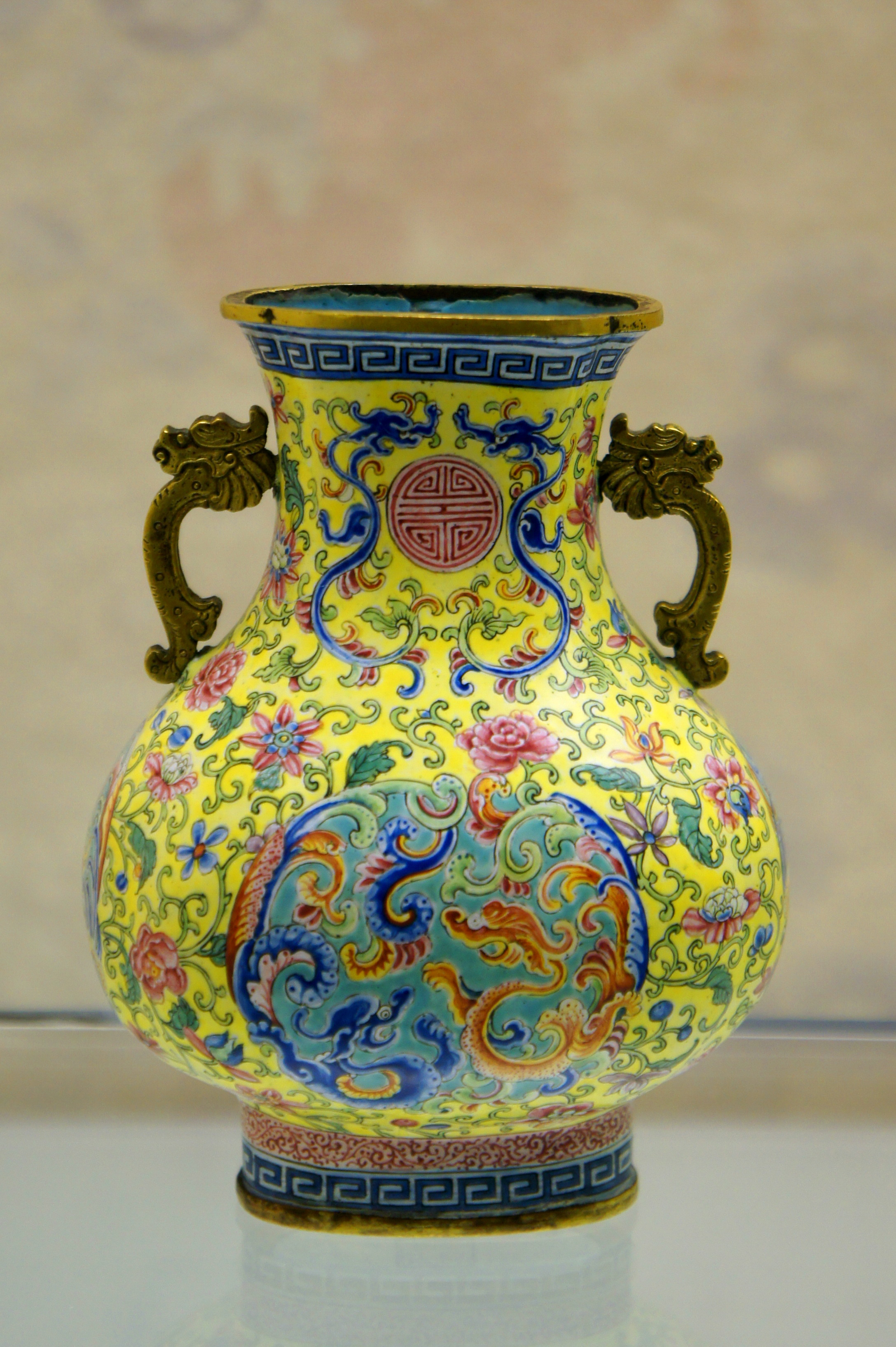
夾彩団竜文双耳瓶
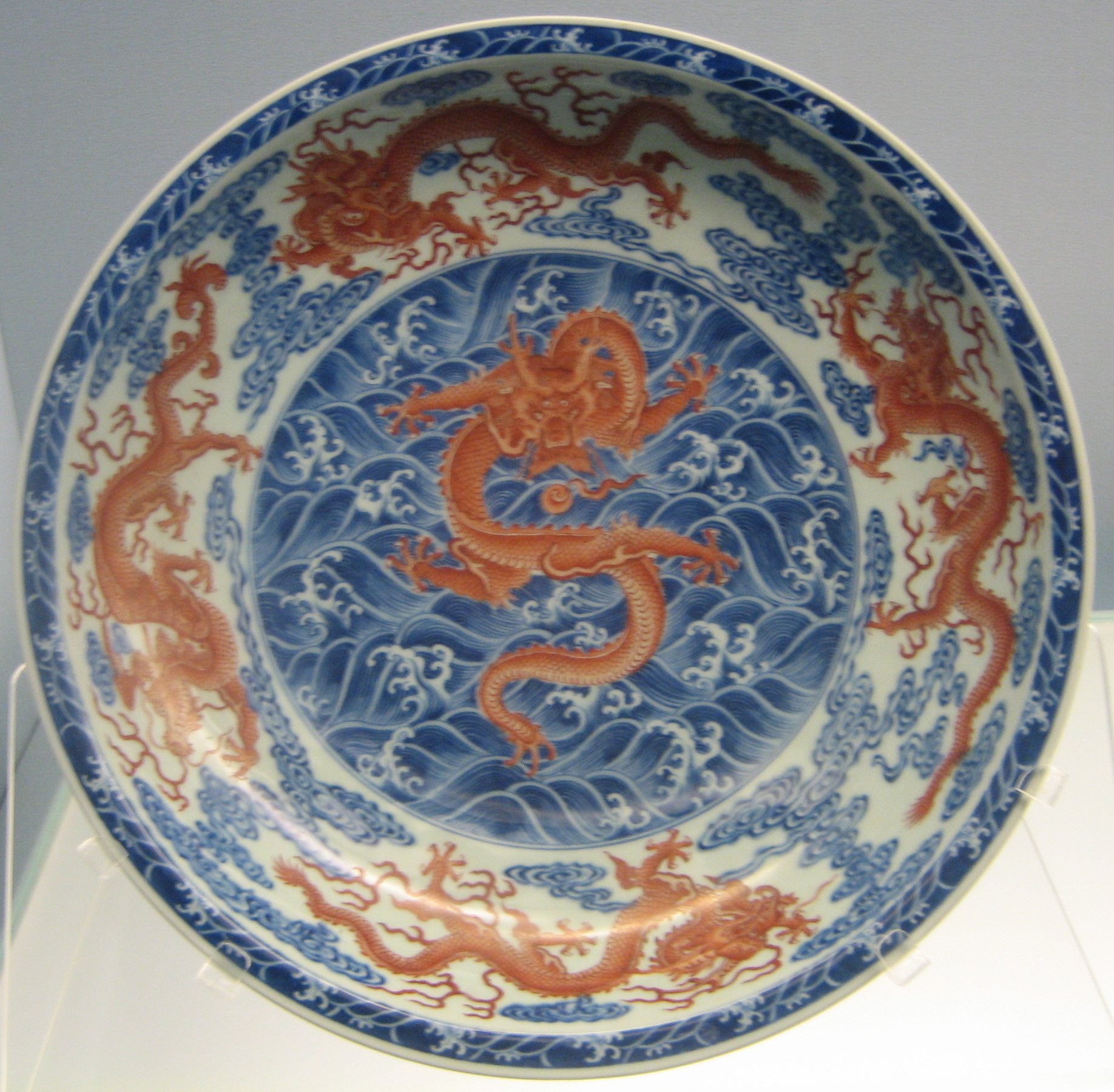
青花釉裏紅竜濤文盤清（雍正）
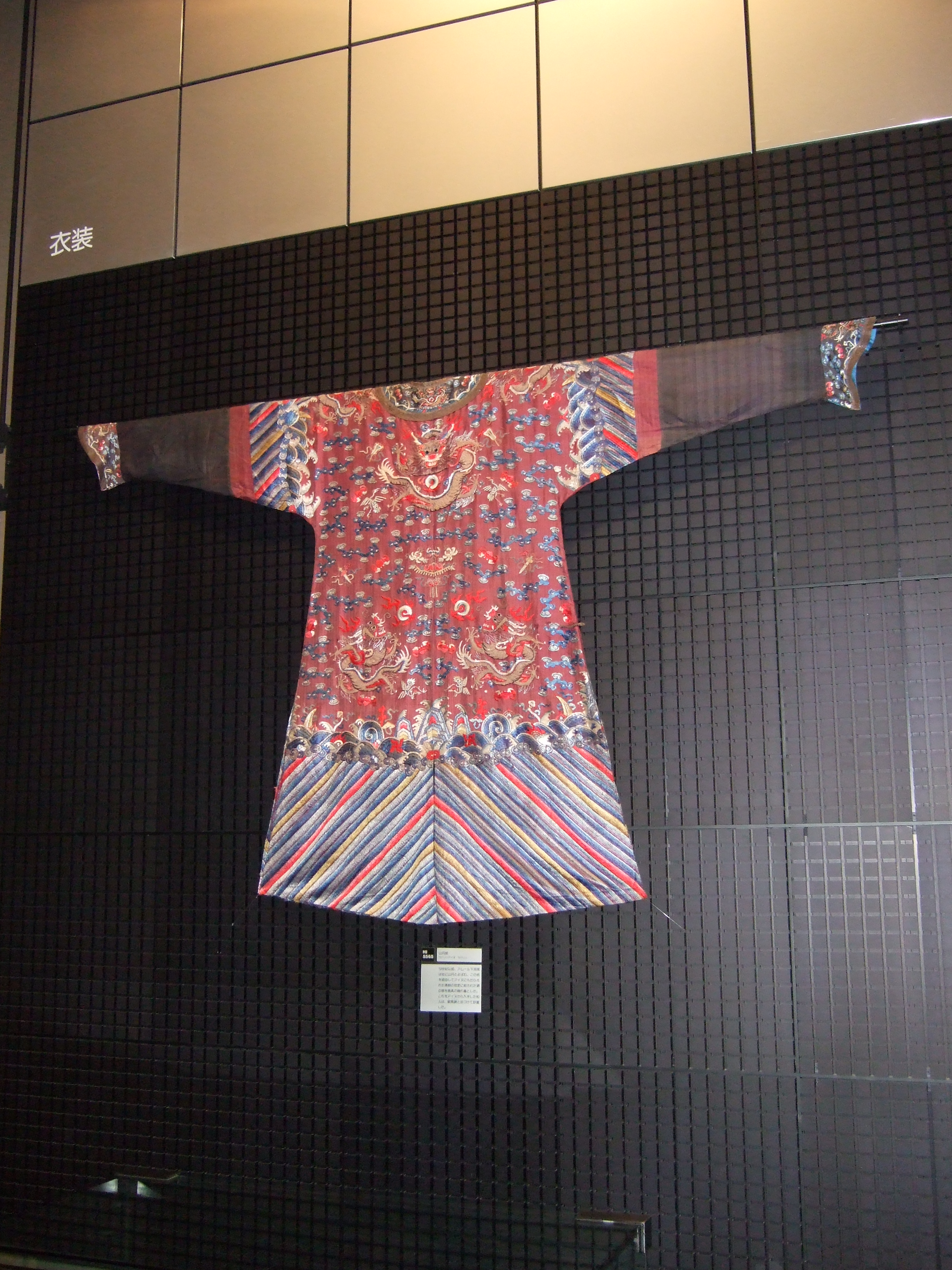
蝦夷錦（江戸時代、ツングースやアイヌの手を経て日本に伝来した清の官服）
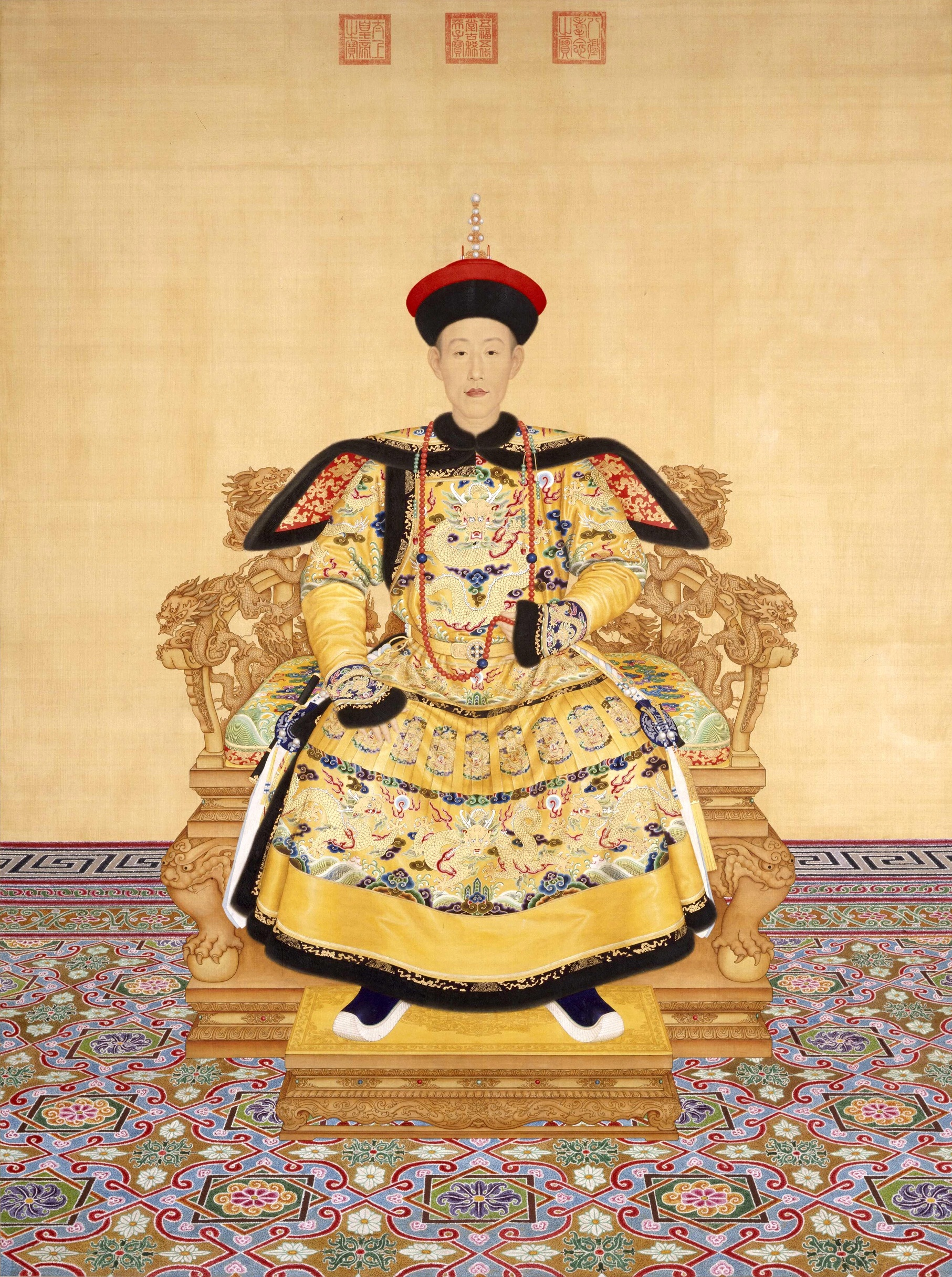
清の乾隆帝
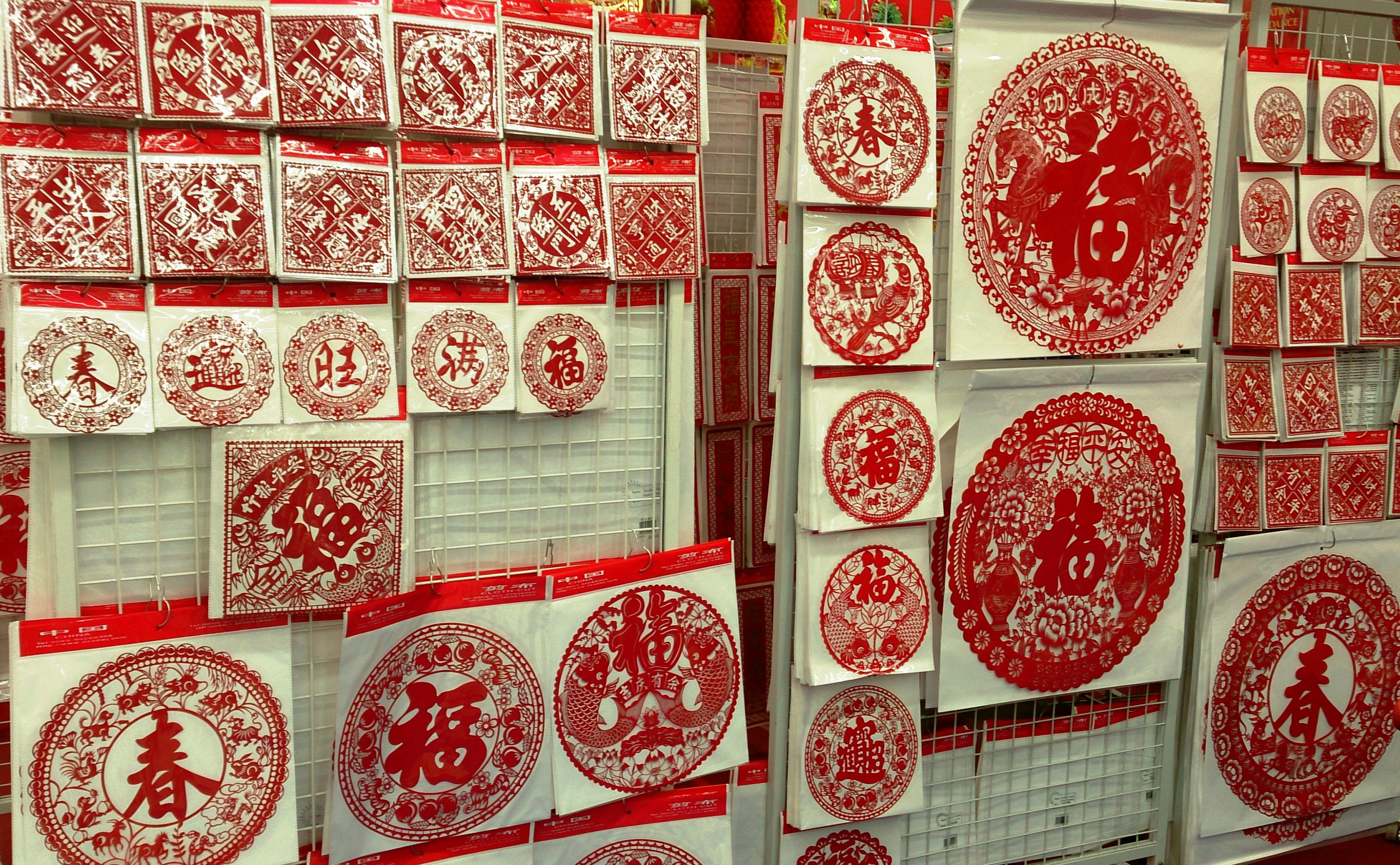
剪紙（切り紙細工）